# Hallenberg
Hallenberg ist eine Landstadt am Rothaargebirge und gehört zum Hochsauerlandkreis in Nordrhein-Westfalen (Deutschland). Sie ist die – an der Einwohnerzahl gemessen – kleinste Stadt des Bundeslands Nordrhein-Westfalen. Hallenberg wurde vom Kölner Erzbischof Konrad von Hochstaden als Grenzfestung gegründet und war bis weit ins 20. Jahrhundert eine Ackerbürgerstadt. Dies änderte sich erst in jüngster Zeit mit der Ansiedlung von gewerblichen Betrieben und dem Aufschwung des Tourismus.

## Geografie

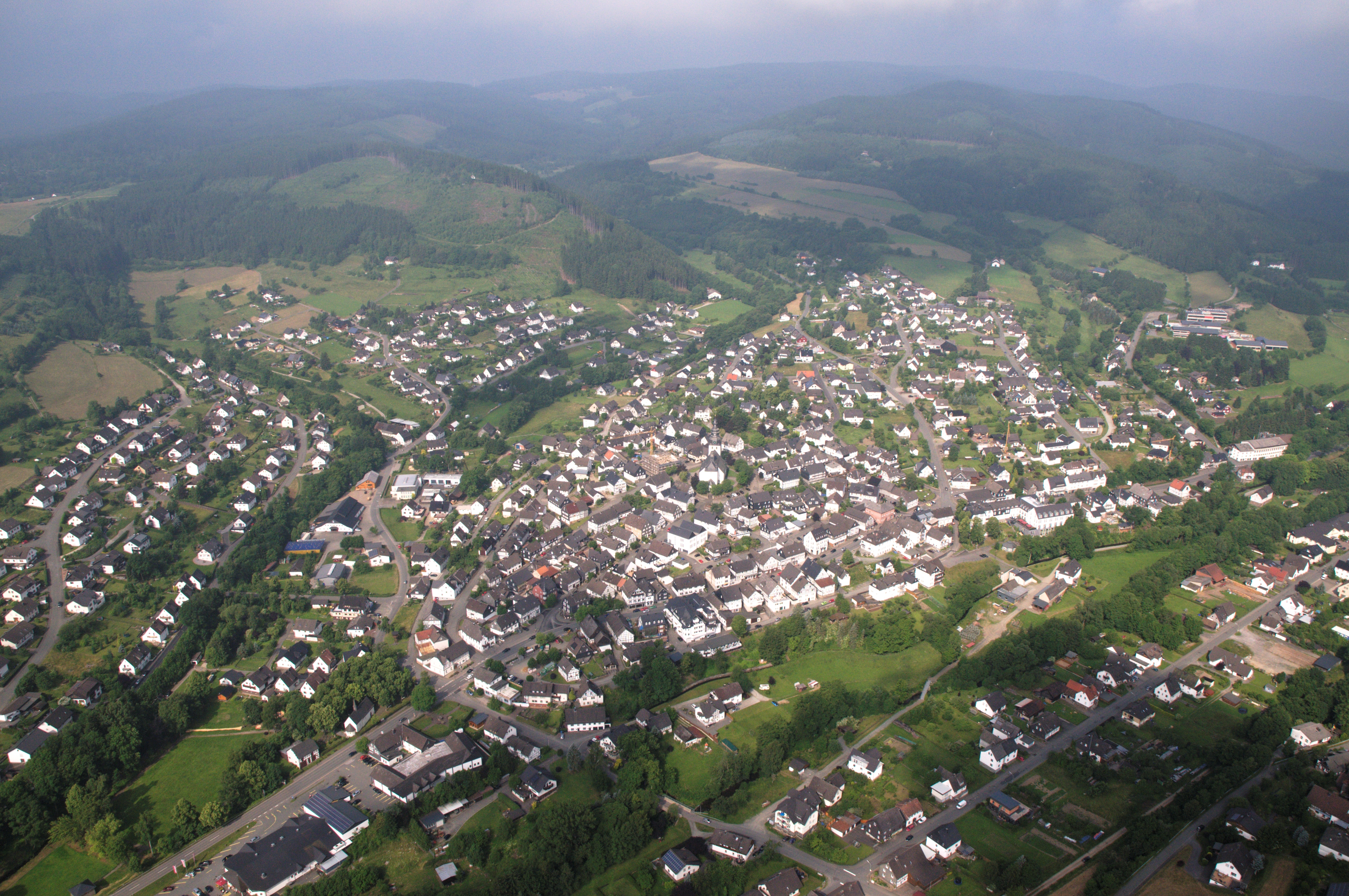
Hallenberg 2013

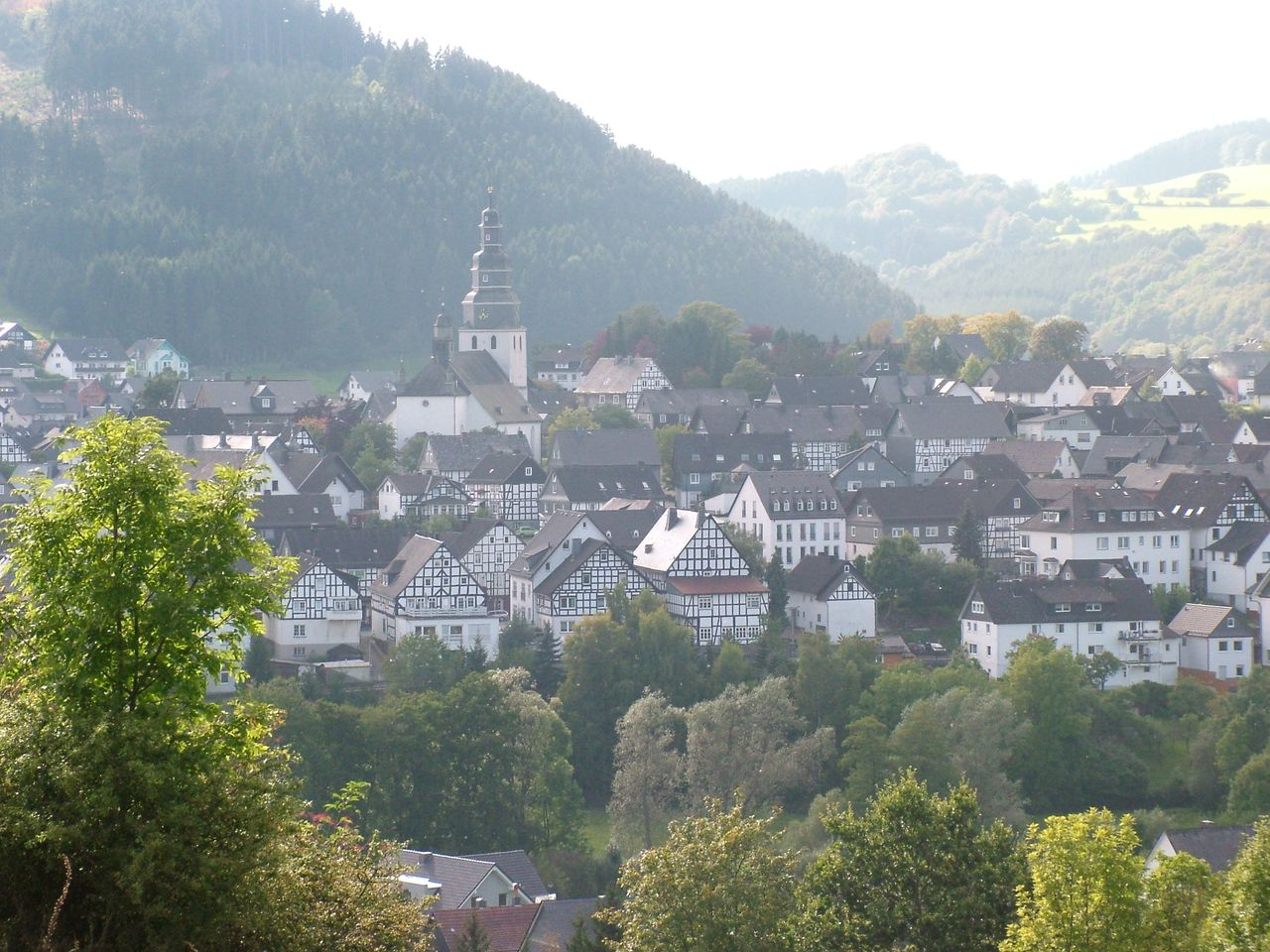
Ortsansicht Hallenberg

### Geografische Lage und naturräumliche Gliederung
Hallenberg ist die südlichste Stadt im Hochsauerlandkreis. Sie liegt in den östlichen Ausläufern des Rothaargebirges an der südöstlich am Stadtgebiet vorbeiführenden Landesgrenze zu Hessen und wird von der Nuhne durchflossen, in die im Stadtgebiet die Weife mündet.
Der größte Teil des Stadtgebiets liegt innerhalb der Medebacher Bucht am Ostsauerländer Gebirgsrand, die im Hallenberger Bereich als Hallenberger Bucht bezeichnet wird. Diese ist im Stadtgebiet in die naturräumlichen Einheiten Hallenberger Hügelland und Münder Grund untergliedert. Im Norden und Westen besitzt das Stadtgebiet darüber hinaus Anteile an den Naturräumen Hohe Seite, Ziegenhelle und Wilde Struth.
Östlich von Hallenberg erstreckt sich die Breite Struth. Zu den Bergen bei Hallenberg gehören der Bollerberg (757,3 m), der Heidekopf (703,8 m) und der Stolzenberg (623 m).

### Geologie
Hallenberg liegt, geologisch betrachtet, auf dem südlichen Teil des Ost-Sauerländer Hauptsattels. Im Westen des Stadtgebietes stammen die Gesteinsformationen überwiegend aus dem Oberdevon und im Osten aus dem Unterkarbon. Dies ist in einem zwei Kilometer westlich, Richtung Wunderthausen gelegenen Steinbruch zu erkennen. Ein anderer, alter Schiefer-Steinbruch befindet sich nördlich von Hallenberg an der Freilichtbühne. Er enthält im oberen Bereich schwarze Kieselschiefer (Lydite).

### Ausdehnung des Stadtgebiets und Flächennutzung
Das Stadtgebiet dehnt sich über 15 km in West-Ost-Richtung und 8,6 km in Nord-Süd-Richtung aus. Von der Gesamtfläche der Stadt (6535 ha) entfielen 2011 10,3 % auf Siedlungs- und Verkehrsflächen. Landwirtschaftlich genutzte Flächen machten 39,9 % aus. Mit Wald bedeckt waren 48,8 %.

### Nachbargemeinden
Nachbargemeinden in Nordrhein-Westfalen gelegen sind die Stadt Winterberg (nordwestlich) mit ihrer Kernstadt und dem Stadtteil Züschen, die Stadt Medebach (nordöstlich) mit den Ortsteilen Medelon und Dreislar und die Stadt Bad Berleburg (südwestlich) mit den Ortsteilen Wunderthausen und Girkhausen.
Hallenberg grenzt südlich und östlich an das Bundesland Hessen und dort an die Gemeinde Allendorf (Eder) mit ihren Ortsteilen Bromskirchen und Somplar (südlich), die Stadt Frankenberg mit ihrem Stadtteil Rengershausen (südöstlich) und die Stadt Lichtenfels mit dem Stadtteil Neukirchen (östlich).

### Stadtgliederung

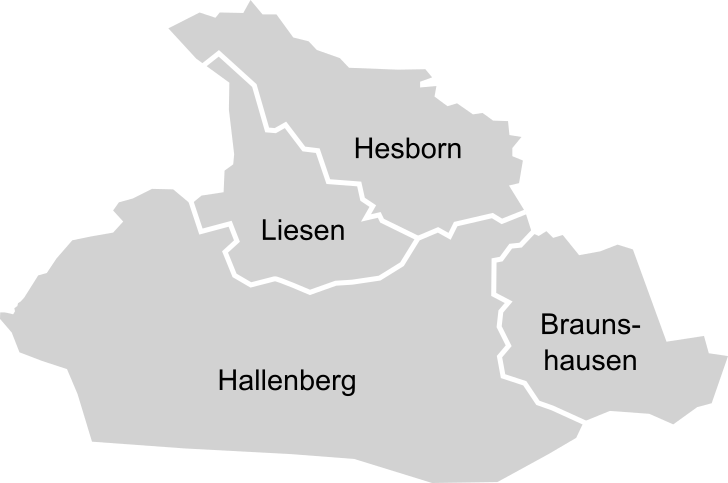
Hallenberg Ortsteile

Hallenberg besteht neben der Kernstadt mit 34,72 km² aus den Ortsteilen Braunshausen mit 9,08 km², Liesen mit 7,38 km² und Hesborn mit 14,18 km².

## Geschichte

### Mittelalter
Das später wüst gefallene Merklinghausen an der Nuhne gilt als einer der Vorläufer Hallenbergs. Es lag im Grenzbereich der Siedlungsgebiete der Sachsen und Franken. Die Grenzen zwischen dem Einflussgebiet der Erzbistümer Mainz und Köln befinden sich in unmittelbarer Nähe. Noch heute ist die Gegend Grenze zwischen Nordrhein-Westfalen und Hessen. Die Christianisierung erfolgte von der Urpfarrei in Wormbach aus. Im Frühmittelalter gehörte die Gegend um Medebach und Hallenberg zum Ittergau.
Für die Gründung der Stadt Hallenberg spielte ihre ausgesprochene Schutzlage eine wichtige Rolle. Wie andere von den Kölner Erzbischöfen in dieser Zeit gegründete Städte (Attendorn, Schmallenberg, Medebach und Winterberg) diente Hallenberg dem Schutz der wichtigen Heidenstraße und insgesamt dem Schutz des erzbischöflichen Altbesitzes bei Medebach gegen die Grafen von Arnsberg, Hessen, Wittgenstein und Waldeck. Die Stadt wurde auf einem Bergsporn errichtet, der sich auf einer lang gestreckten Halde hinzieht, die vom Heidekopf in den Mündungswinkel der Flüsschen Nuhne und Weife ausläuft. Davon wird die Namensgebung abgeleitet.

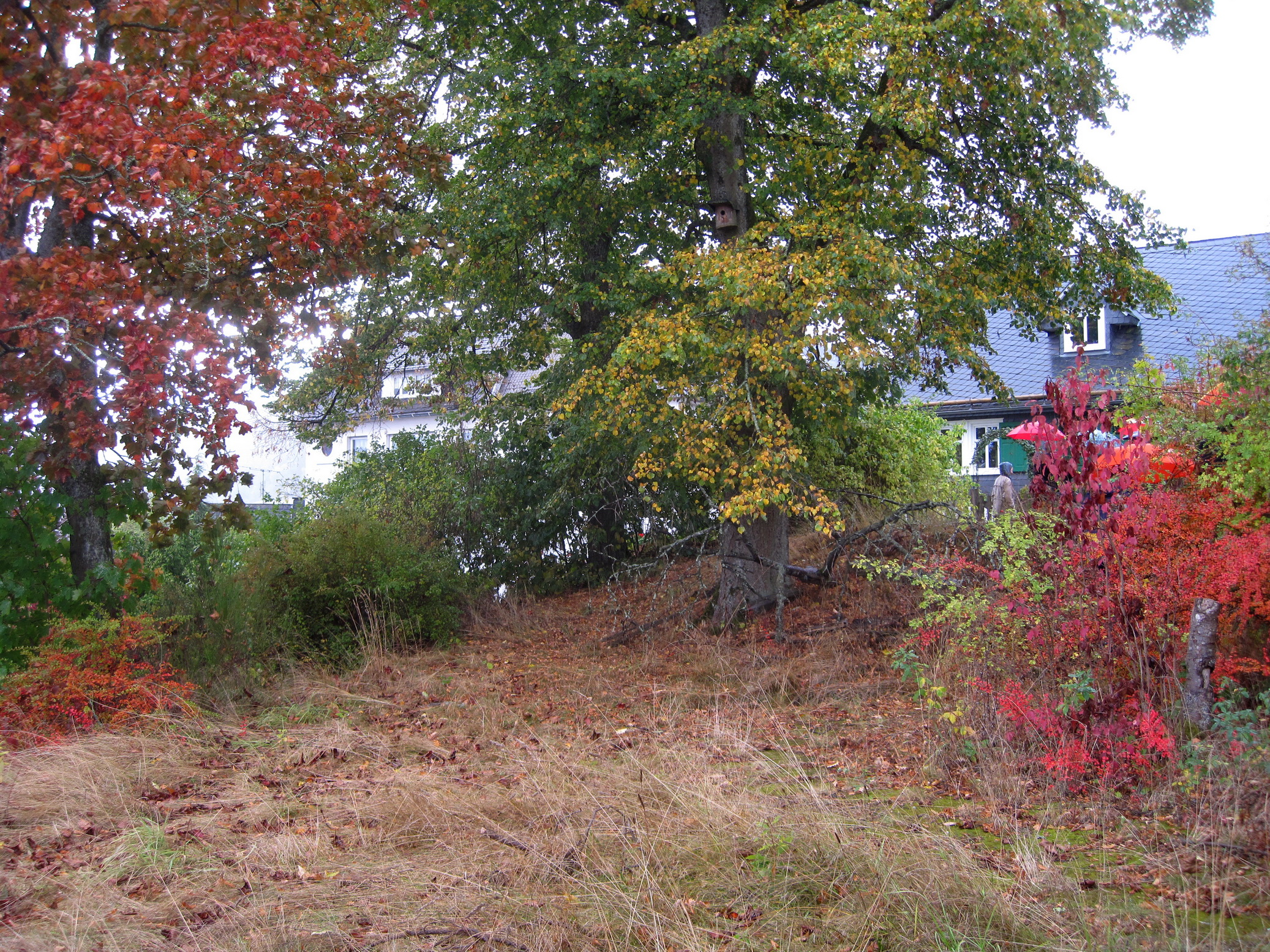
Sogenannter Burgplatz im Jahr 2016

Bei Hallenberg hatte die Abtei Deutz mit dem Haupthof Merklinghausen beträchtlichen Besitz. Der Kölner Erzbischof Konrad von Hochstaden erwarb, mit dem Ziel dort eine Stadt anzulegen, den Besitz. Dafür erhielt der Abt im Tausch einen Hof in Deutz. Bereits um 1231 hatte dort eine Burg bestanden. Die Verlegung der an der Nuhne liegenden verstreuten Siedler auf die Höhe und die Befestigung der Siedlung durch den kölnischen Marschall für Westfalen Arnold von Hochstaden erfolgte 1248. Andere Zahlen nennen 1260 als Gründungsdatum. Für 1271 ist ein Stadtsiegel überliefert.
Ein Burgmann namens Weigand von Medebach ist für 1259 belegt. Daneben sind für die folgenden Jahrhunderte Burgmannen aus verschiedenen regionalen Adelsgeschlechtern nachgewiesen. Ihre Burgmannslehen gingen zunehmend in ihren erblichen Besitz über, so dass dem Erzbischof auf Dauer nur die allgemeine Landesherrschaft blieb. 1288 wurden die Stadt und die Burg im Zusammenhang mit dem Limburger Erbfolgestreit und der Schlacht von Worringen durch Graf Otto I. von Waldeck zerstört und erst 1300 durch den kölnischen Marschall von Westfalen Johann I. von Plettenberg mit Pfarrkirche und Stadtburg wieder aufgebaut. Um diese Zeit wird erstmals ein Bürgermeister („proconsules et consules“) erwähnt. Der Erzbischof von Köln besaß zwei Mühlen bei Hallenberg. Mindestens eine davon ist spätestens 1562 in städtischen Besitz gelangt. In der Gründungszeit gab es in der Stadt eine Münze. Die Münzen waren Nachahmung von Vorbildern aus Paderborn.
Im Jahr 1400 wurde die Stadt durch Brand zerstört. Abgesehen von ihrer Funktion als Grenzfestung blieb die Bedeutung der Stadt gering. Im Jahr 1482 hatte sie nur 61 Bürger. Immerhin war die Anziehungskraft groß genug, um Einwohner aus benachbarten Siedlungen anzuziehen. Die verlassen Orte wurden zu Wüstungen (Schnellinghausen, Frederinghausen, Gunterdinghausen, Merklinghausen, Wolmerkusen und Beckhausen). In der Stadt bildeten sich im Zuge dieser Zuwanderung vier Bauerschaften, auch Quartale genannt. Diese hießen Burg, Raphuhn, Eudeut und Eisernhut. Die Markenrechte der alten Siedlungen wurden von Hallenberg beibehalten.
Im Jahr 1338 wurde den Einwohnern das Recht gewährt, nicht vor auswärtigen Richtern erscheinen zu müssen. Gleichzeitig wurden ältere Rechte, über die nichts Genaues bekannt ist, bestätigt. Das Stadtrecht folgte dem von Brilon und Rüthen. 1396 wurde Kraft VI. von Hatzfeld, der Besitzer von Burg Freundetrost, vom Kölner Erzbischof zum Burgmann von Hallenberg bestellt. Spätestens gegen 1400 wurde Hallenberg Teil des Amtes Medebach des Herzogtums Westfalen.

### Frühe Neuzeit
In der frühen Neuzeit gab es außer dem Sendgericht des Dechanten von Medebach ein städtisches und ein landesherrliches Gericht.
Der Ort wurde mehrfach von der Pest heimgesucht, so 1480 oder 1540 bis 1542. Im Jahr 1519 wurde die Stadt durch Brand zerstört. In der Stadt hatte offenbar der Protestantismus zeitweise eine beachtliche Anhängerschaft. Die Stadt stand während des Kölnischen Krieges auf Seiten des vom Katholizismus abgefallenen Gebhard I. von Waldburg.
1537 kam es zu einer Grenzeinigung des Erzbischofs von Köln mit dem Landgrafen von Hessen. Die Dörfer Bromskirchen und Somplar gingen dem Herzogtum Westfalen endgültig verloren. 1596 gab es eine Einigung auf einen Grenzvergleich mit der Grafschaft Wittgenstein. 1663 wurde der Grenzverlauf mit der Grafschaft Waldeck beschrieben. Zum Schutz der Landesgrenze nach Waldeck und Hessen bestanden mehrere Landwehren. Bis ins 18. Jahrhundert hinein gab es Markenstreitigkeiten mit benachbarten Orten, Adeligen und den Inhabern der Freigrafschaft Züschen.

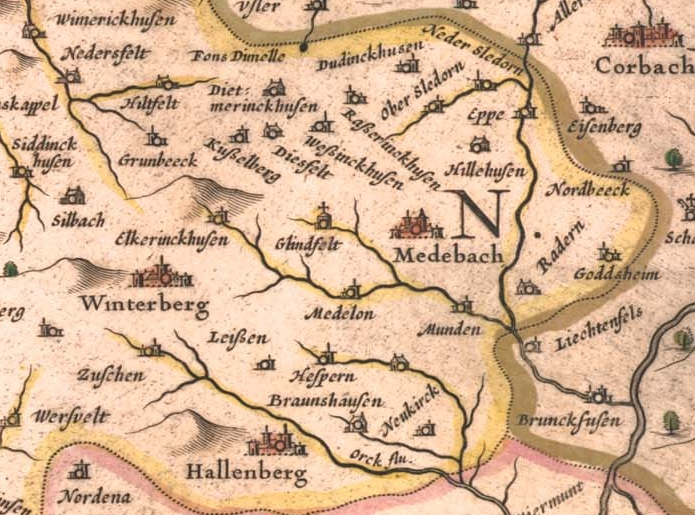
Raum Hallenberg 1645

Erstmals 1621 wurde die Stadt durch den Dreißigjährigen Krieg berührt. Zur Abwendung der Bedrohung durch den bei Frankenberg befindlichen Christian von Braunschweig forderte die Stadt von der benachbarten Stadt Winterberg 50 Schützen an. 1623 kam es zur ersten Einquartierung von Soldaten. 1632 wurde die Stadt von Hessen ausgeplündert, die Einwohner flohen zweimal aus der Stadt. Erneut floh die Bürgerschaft 1633 und 1646. 1634 wurde das Niedertor demoliert und damit die Stadt verteidigungsunfähig gemacht. Bis zum Jahr 1638 war fast die Hälfte der Bürger umgekommen. Ab 1643 kam es immer wieder zu schwedischen Drangsalen, die 1649 in einer Brandschatzung kulminierten. Erst das Folgejahr wurde in der Stadt nach Abzug der Schweden und Hessen und nach Bezahlung der letzten Kriegskontributionen als Friedensbeginn betrachtet.
Im Siebenjährigen Krieg mussten um 1760 zur Begleichung von Kontributionen zahlreiche Kapitalien aufgenommen werden.
Angesichts der relativ geringen wirtschaftlichen Bedeutung war die allgemeine Bedeutung der Stadt gering. Im Jahr 1781 hatte sie nur 195 Wohnhäuser. Im Jahr 1759 gab es in der Stadt keine Klöster oder adeligen Häuser. Es gab sechs Vollbauern und vier Halbbauern. Der weitaus größte Teil bestand aus den ärmeren hundertacht Viertelbauern und den dreißig Brinksitzern.

### Hexenprozesse
Im Verlauf von 130 Jahren (von 1591 bis 1717) sind in Hallenberg, wie in anderen Orten des kurkölnischen Herzogtums Westfalen, Hexenprozesse durchgeführt und Menschen hingerichtet worden. Bei vielen Prozessen ist der Ausgang unklar. Es wurden in der Stadt 26 Hexenprozesse vom Kurfürstlichen Schöffengericht mit mindestens 200 angeklagten Menschen durchgeführt. Mindestens 43 verloren auf grausamste Weise ihr Leben. Höhepunkt der Verfolgung war das Jahr 1628, als bei rund 500 Einwohnern aus 110 Familien gleich 20 Personen der Prozess gemacht wurde. Unter ihnen war Henrich Stoffregen, exekutiert am 4. August 1628. Die Flurbezeichnung des damaligen öffentlichen Richtplatzes heißt heute noch Galgenbüsche und liegt an der Landstraße in Richtung Somplar. Erst am 14. September 2011 beschloss der Rat von Hallenberg die Rehabilitation der im Bereich der heutigen Stadt Hallenberg während des 16. und 17. Jahrhunderts im Rahmen der Hexenverfolgungen unschuldig verurteilten und hingerichteten Menschen.

### 19. und 20. Jahrhundert

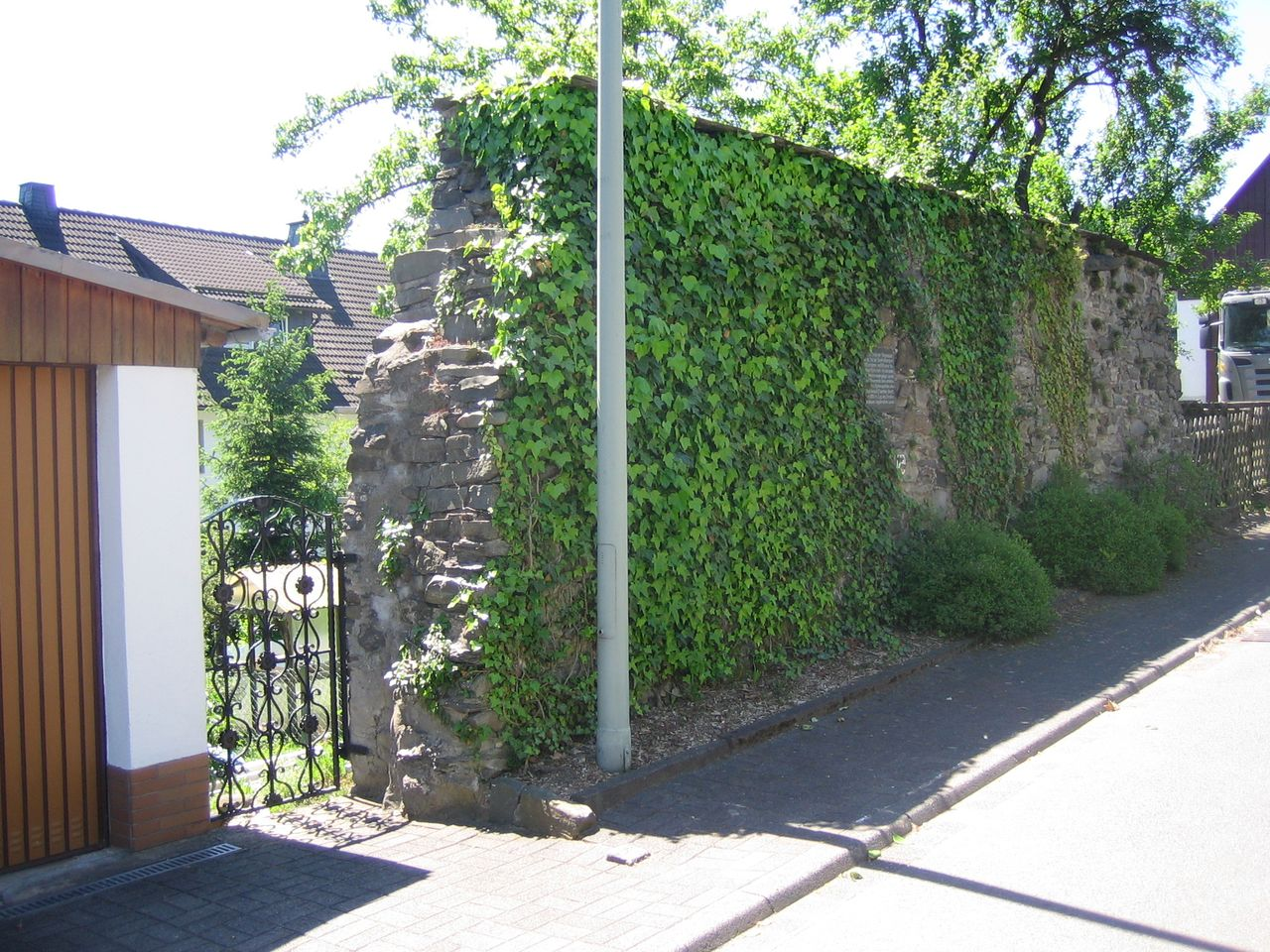
Rest der ehemaligen Stadtmauer

Die um 1300 erbaute Stadtmauer wurde im Jahr 1811 abgebrochen. Auf dem Katasterblatt von 1831 ist die Einteilung in die vier Stadtviertel Burg, Raphun, Eisernhut und Eudeut zu erkennen. Neben der Pfarrkirche lagen der Petrusbrunnen, das Rat- und Brauhaus und am Westende das Burggelände. Zwei Tore hatte der Ort, das Obertor im Norden mit dem Weg nach Winterberg sowie das Niedertor im Südosten mit dem Weg nach Marburg über Bromskirchen. Südöstlich des Niedertors ist die Merklinghäuser Kirche zu sehen. Östlich fließt die Nuhne von Norden nach Süden.
1816 kam Hallenberg nach einer hessischen Übergangszeit zum Königreich Preußen. 1826 wurde Hallenberg mit den Schultheißenbezirken Braunshausen, Hesborn, Liesen und Züschen zur Landbürgermeisterei Hallenberg zusammengeschlossen. 1838 wurde für Hallenberg die revidierte Städteordnung angenommen und damit die Trennung von dem neuen Amt Liesen vorgenommen. 1867 wurde die Stadt Hallenberg zu einer Landgemeinde herabgestuft und dem Amt Liesen angeschlossen, das seitdem Amt Hallenberg hieß.
Gegen die ländlichen Unruhen zu Beginn der Revolution von 1848/49 wurden von den Einwohnern Schutzwachen gebildet, um Ruhestörungen zu verhindern.
Politisch war Hallenberg eine der Hochburgen der Zentrumspartei. Bei der Reichstagswahl im Juli 1932 erreichte die Partei mit 80,5 % selbst für sauerländer Verhältnisse einen Spitzenwert. Daneben hatten es andere politische Kräfte schwer, Fuß zu fassen. Erste bekannt gewordene sozialdemokratische Aktivitäten fanden erst 1932 statt. Immerhin hat diese Partei dort auch noch vor der Reichstagswahl vom März 1933 Versammlungen abgehalten.
Während der Novemberpogrome 1938 wurden in Hallenberg am 10. November 1938 Wohnungen von Juden verwüstet.

### Zweiter Weltkrieg
Während des Zweiten Weltkrieges wurden in der Land- und Forstwirtschaft sowie im Gewerbe sowohl Kriegsgefangene wie auch Zwangsarbeiter eingesetzt. Bei den Kriegsgefangenen handelte es sich um ein Außenkommando des Stammlagers VI A in Hemer. Es sind 139 ausländische Arbeiter namentlich bekannt. Die meisten kamen aus der Sowjetunion. Am Ende des Krieges, nur wenige Tage vor der Ankunft der Amerikaner, wurde Hallenberg Ziel von Trecks von Zwangsarbeitern, die von den Deutschen aus den Industriegebieten herausgeführt worden waren.
Am 30. Januar 1945 erlebte Hallenberg einen Luftangriff durch Tiefflieger, bei dem zwei Zivilisten getötet wurden. Beim zweiten und letzten Luftangriff am 17. März starb eine weitere Zivilperson. Anfang 1945 wurde der Volkssturm in Hallenberg aufgerufen. An den Eingangsstraßen wurden Panzersperren und Deckungslöcher angelegt. Am 29. März um 8 Uhr musste der Volkssturm unter dem Kommando von Oberförster Josef Quick antreten. Quick schickte den Volkssturm nach Hause. Gegen 9 Uhr erreichte ein US-Panzerspähwagen Hallenberg und eröffnete mit dem Maschinengewehr das Feuer auf Soldaten der Wehrmacht auf dem Rückzug, welche von ihren Fahrzeugen zu fliehen versuchten. Quick übergab dem Kommandanten des US-Panzerspähwagens, einem fließend Deutsch sprechenden Offizier, die Stadt. Der stellvertretende Ortsgruppenleiter der NSDAP, Aloys Maurer, hisste währenddessen auf dem Kirchturm eine weiße Fahne. Von den in Hallenberg befindlichen Wehrmachtssoldaten ergab sich ein Teil, während andere flohen. Eine Geschützabteilung sprengte vor der Flucht ihre Geschütze. Einige Soldaten, welche nicht schnell genug ihre Waffen weggeworfen hatten, fielen noch im Feuer nachrückender US-Panzer. Sie wurden später auf dem Hallenberger Friedhof begraben. Unter der Zivilbevölkerung gab es beim Einmarsch der US-Truppen keine Opfer. Auch größerer Sachschaden blieb Hallenberg erspart. Die US-Truppen durchsuchten Hallenberg nach Soldaten, registrierten die männliche Bevölkerung und beschlagnahmten Waffen, Fotoapparate und Ferngläser. Rings um die Stadt wurden Geschützbatterien in Stellung gebracht, welche bis zum Abzug am Nachmittag des 2. April Ziele in Züschen und Winterberg beschossen. Hallenberg erhielt ferner einen amerikanischen Kommandanten, und Josef Pippel wurde zum Bürgermeister ernannt. Am 29. März besetzten aus dem Hessischen vorstoßende US-Truppen gegen 9 Uhr Braunshausen kampflos. Noch am Vormittag des 29. März wurden Liesen und Hesborn besetzt. Nur in Liesen kam es zu kurzen Kämpfen. Im Zweiten Weltkrieg fielen 127 Hallenberger, zumeist an der Ostfront, als Soldaten oder starben in Gefangenschaft.
Zeitweise gab es in den nächsten Wochen Probleme mit plündernden ehemaligen Kriegsgefangenen und Zwangsarbeitern, bis diese abtransportiert wurden. Als Gründe nannte ein Bericht einen „Befreiungskomplex“ aus Rache, Hunger und Überschwang.

### Nachkriegszeit
Albert Körner, der zeitweise in Hallenberg beruflich tätig gewesen war und später im Ruhrgebiet lebte, wurde von den Nationalsozialisten als überzeugter Sozialdemokrat mehrere Monate inhaftiert. Nach der Freilassung kehrte er nach Hallenberg zurück. Nach Befreiung vom Nationalsozialismus wurde Albert Körner 1945 von den Alliierten zum kommissarischen Amtsbürgermeister ernannt und 1946 sogar zum Bürgermeister gewählt. Da er mit einigen kommunalpolitischen Entwicklungen nicht einverstanden war, trat er bereits im Oktober 1946 zurück.
1946 wurde von Ehrenamtlichen auf dem Gelände eines stillgelegten Steinbruchs im Norden Hallenbergs die Freilichtbühne Hallenberg errichtet. Die alte Verwaltungsgliederung wurde beibehalten bis zum Jahr 1975. Ein Feuer beschädigte am 25. Januar 2013 das denkmalgeschützte Hallenberger Rathaus erheblich. Aufgrund der gravierenden Schäden musste das Gebäude ausgekernt und neu aufgebaut werden. Die Stadtverwaltung zog deshalb vorübergehend in die Stadthalle. Am 6. November 2013 konnte das Richtfest gefeiert werden.

### Eingemeindungen
Im Zuge der kommunalen Neugliederung in Nordrhein-Westfalen wurden am 1. Januar 1975 die Stadt Hallenberg und die Gemeinden Braunshausen, Hesborn und Liesen zur neuen Stadt Hallenberg zusammengeschlossen. Das Amt Hallenberg wurde aufgelöst; sein Rechtsnachfolger ist die neue Stadt Hallenberg. Die Ortschaft Züschen wurde der neugebildeten Großgemeinde Winterberg zugeschlagen.

### Einwohnerentwicklung
| Einwohnerentwicklung der Kernstadt Hallenberg 1864–1974 * ** *** |           |
| Jahr                                                             | Einwohner |
| 1818*                                                            | 1371      |
| 1843*                                                            | 1548      |
| 1864                                                             | 1360      |
| 1871*                                                            | 1233      |
| 1895*                                                            | 1071      |
| 1933*                                                            | 1547      |
| 1939                                                             | 1544      |
| 1946*                                                            | 2472      |
| 1950                                                             | 2342      |
| 1961 **                                                          | 2321      |
| 1964                                                             | 2481      |
| 1966                                                             | 2520      |
| 1970 **                                                          | 2634      |
| 1974 ***                                                         | 2682      |

Die wirtschaftlichen Grundlagen reichten im 19. und frühen 20. Jahrhundert nicht aus, um die Bevölkerung zu ernähren. Stieg die Bevölkerung von 1818 bis 1843 noch von 1371 auf 1548 Einwohner an, waren danach absolute Bevölkerungsverluste zu verzeichnen. Im Jahr 1871 lebten am Ort nur noch 1233 Menschen. Dies bedeutete einen Bevölkerungsrückgang um mehr als 20 %. In der Folge setzte sich der Bevölkerungsrückgang weiter fort und erreichte bei der Volkszählung 1895 mit 1071 Einwohnern ihren Tiefststand. In der Folge stiegen die Zahlen wieder an, aber auch 1933 hatte der Ort mit 1547 Einwohnern den Stand von 1843 gerade wieder erreicht und stagnierte bis 1939 erneut. Erst durch Zuwanderung von Vertriebenen aus dem Osten erreichte die Bevölkerungszahl 1946 die Zahl von 2472.
| Einwohnerentwicklung der Stadt Hallenberg 1975–2013 * |           |
| Jahr                                                  | Einwohner |
| 1975 *                                                | 4751      |
| 1977                                                  | 4666      |
| 1990                                                  | 4845      |
| 1991                                                  | 4903      |
| 1992                                                  | 4966      |
| 1993                                                  | 4943      |
| 1994                                                  | 4948      |
| 1995                                                  | 4997      |
| 1996                                                  | 4970      |
| 1997                                                  | 4965      |

| Einwohnerentwicklung der Stadt Hallenberg 1975–2013 (Fortsetzung) |           |
| Jahr                                                              | Einwohner |
| 1998                                                              | 4883      |
| 1999                                                              | 4850      |
| 2000                                                              | 4732      |
| 2001                                                              | 4737      |
| 2002                                                              | 4662      |
| 2003                                                              | 4678      |
| 2004                                                              | 4669      |
| 2012                                                              | 4435      |
| 2013                                                              | 4380      |
| 2022                                                              | 4537      |

Der Ausländeranteil an der Bevölkerung ist mit 2,8 % (2011) gering. Zum Vergleich: im Gebiet des Hochsauerlandkreises betrug er 5,5 %. In Nordrhein-Westfalen waren es 8,7 %. Die derzeitige und für die Zukunft prognostizierte demographische Entwicklung ist negativ. Hallenberg ist ein Abwanderungsgebiet. Zwischen 1997 und 2003 verlor die Stadt durchschnittlich etwa 1 % ihrer Bevölkerung pro Jahr, während die Abnahme im Hochsauerlandkreis insgesamt nur bei weniger als 0,3 % lag. Mit Blick auf den demographischen Wandel ist bis 2020 gegenüber 2002 ein Rückgang der Bevölkerung um 12,8 % zu erwarten, sollte nicht entsprechend gegengesteuert werden. Dies wären die höchsten Bevölkerungsverluste im gesamten Kreisgebiet. Die Verluste des Hochsauerlandkreises werden für diese Zeit auf etwa 3 % geschätzt.

## Religionen

### Allgemeines
Hallenberg liegt an der nach der Reformation entstandenen Konfessionsgrenze. Der Ort selbst ist stark katholisch geprägt. Noch immer bekannten sich (2004) 78 % der Einwohner zum Katholizismus. Etwa 15 % sind evangelisch und 7 % gehören einer anderen Religion an oder sind konfessionslos. Nach dem Zensus 2011 lag die Zahl der Katholiken bei 74,9 %. Der Anteil der Evangelischen betrug 15,4 %. Die Angehörigen anderer Religionen oder Konfessionslose machten 9,7 % aus.

### Evangelische Kirche
Angesichts der traditionellen Diasporasituation existiert keine eigene evangelische Kirchengemeinde. Vielmehr gehören die Protestanten des Ortes zur Kirchengemeinde Bromskirchen. Damit liegt diese Gemeinde sowohl in Hessen wie auch in Nordrhein-Westfalen. Während sich die Kirche in Bromskirchen befindet, liegt das Gemeindezentrum in Hallenberg. Anders als die meisten anderen evangelischen Gemeinden im Hochsauerlandkreis, die zur westfälischen Landeskirche gehören, ist die Gemeinde Bromskirchen die nördlichste Gemeinde in der Evangelischen Kirche in Hessen und Nassau.

### Katholische Kirche

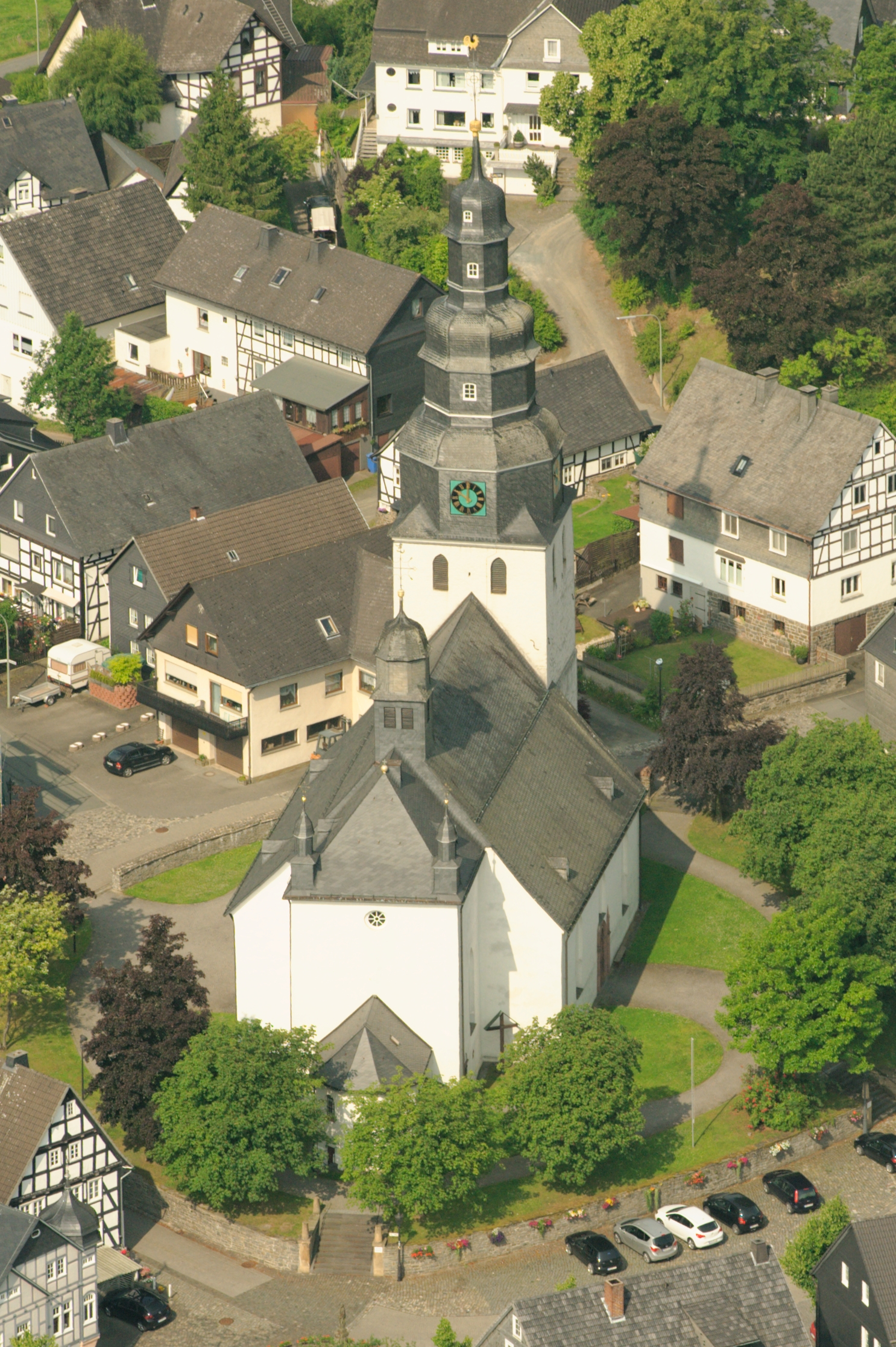
St. Heribert

Der Pastoralverbund Hallenberg umfasst die Gemeinden St. Heribertus (Hallenberg), St. Goar in Hesborn, St. Thomas der Apostel in Liesen und St. Antonius der Einsiedler in Braunshausen. Er gehört zum Dekanat Hochsauerland-Ost im Erzbistum Paderborn.
Im Jahr 1925 kamen Schwestern der Missionsgesellschaft Königin der Apostel mit dem Mutterhaus in Wien nach Hallenberg. Die vierzehn Schwestern widmeten sich der Krankenpflege, betrieben ein Erholungsheim und eine Nähschule. Das heutige Ordenshaus wurde 1969 erbaut. Heute befindet sich der Sitz der deutschen Provinz der Gemeinschaft in Hallenberg. Der allgemeine religiöse Aufbruch der Nachkriegszeit spiegelt sich im Bereich der katholischen Kirche unter anderem in den seit 1950 alle zehn Jahre stattfindenden Passionsspielen wider. Im Jahr 1955 wechselten die bislang in Winterberg ansässigen Redemptoristen nach Hallenberg. Sie betrieben zunächst ein Ferienhaus für Studenten und errichteten an der heutigen Klosterstraße das Kloster St. Gerhard. Diese Niederlassung wurde 1988 geschlossen. Die Kirche St. Heribert besitzt eine umfangreiche historische Pfarrbibliothek mit Werken ab dem 16. Jahrhundert mit Schwerpunkt auf Werken aus dem 18. Jahrhundert.

### Judentum
Jüdisches Leben gab es in Hallenberg nachweislich seit 1563. Der alte jüdische Friedhof lag am Fuß des Kreuzberges und wurde vom 17. Jahrhundert bis zum Ende des 19. Jahrhunderts benutzt. Grabsteine sind dort nicht mehr vorhanden. Seit 1902 befindet sich der neue jüdische Friedhof in unmittelbarer Verbindung mit dem allgemeinen Friedhof der Gemeinde. Belegt wurde er bis 1941 und vereinzelt nach 1945. Es sind noch fünfzehn Grabsteine vorhanden. Eine Synagoge bestand ebenfalls schon früh. Im Jahr 1676 verbot die Stadt fremden Juden, die in der Synagoge beten wollten, den Zugang zur Stadt.
Wie die Judenschaft im gesamten ehemaligen Herzogtum Westfalen blieb auch in Hallenberg die alte restriktive Judenordnung bis in die Mitte des 19. Jahrhunderts bestehen. 1824 kam es in Hallenberg zu Protesten, als sich Juden niederlassen wollten. In der Folge der rechtlichen Gleichstellung 1847 scheint sich ein beachtlicher Integrationsprozess vollzogen zu haben. Bereits 1854 konnten Juden Mitglied im örtlichen Schützenverein werden und 1897 gab es den ersten jüdischen Schützenkönig.
Die kleine Gemeinde verfügte im 19. und 20. Jahrhundert über keine eigene Synagoge, sondern nur über einen Betraum. Das jüdische Schulwesen geht bis 1773 zurück, als ein erster Schulmeister erwähnt wurde. Für eine eigene jüdische Schule war die Gemeinde zu klein und zu arm. Für den jüdischen Religionsunterricht kamen Lehrer aus dem hessischen Bromskirchen, Battenfeld oder Frankenberg in den Ort.
Wie überall im Deutschen Reich wurden auch die Hallenberger Juden in der Zeit des Nationalsozialismus entrechtet und Repressalien ausgesetzt. Anders als in den meisten anderen Orten kam es nicht in der Nacht vom 9. auf den 10. November 1938 zu Pogromen, sondern erst am 11. November. Kurze Zeit später wurden acht jüdische Männer in Konzentrationslager eingeliefert. Die fünf jüdischen Kaufleute, drei Viehhändler und ein Metzger erhielten Berufsverbot. Ihre Betriebe wurden geschlossen oder arisiert. Von der Arisierung betroffen waren zehn Häuser und Geschäfte sowie etwa 40 Grundstücke. Der Druck ließ die Bereitschaft zur Emigration ansteigen. Aus dem Ort gingen 43 % und damit deutlich weniger als in anderen Orten der Region ins Ausland. Ein Großteil fand in Argentinien Aufnahme. Die nicht Emigrierten wurden ermordet. Ein Transport auch mit Hallenberger Juden ging im April 1942 zunächst in das Ghetto von Zamosc. Von dort aus ging es 1943 in die Vernichtungslager von Belzec, Sobibor oder Majdanek. Von insgesamt 48 Juden starben seit 1933 im Ort selbst oder nach der Flucht 6 Personen eines natürlichen Todes, weitere 16 wanderten aus, deportiert wurden 26. Von diesen überlebten vier den Holocaust.

## Politik

### Ergebnis der Kommunalwahlen
Bei den angegebenen Kommunalwahlen errangen die Parteien und Gruppierungen folgende Stimmanteile und Anzahl von Sitzen im Stadtrat.
| Ratswahl 2020Wahlbeteiligung: 69,41 % 50403020100 48,2 %46,3 %4,8 %0,8 % CDUFDPBfHSPDGewinne und Verlusteim Vergleich zu 2014 %p 50 45 40 35 30 25 20 15 10 5 0 −5−10−15−20−25−30−28,1 %p+46,3 %p−9,3 %p−8,8 %pCDUFDPBfHSPD |  | Sitzverteilung im Stadtrat von Hallenberg 2020Insgesamt 20 Sitze - BfH: 1 - CDU: 10 - FDP: 9 |

|                                                                                                  | CDU Nordrhein-Westfalen | CDU Nordrhein-Westfalen | FDP   | FDP     | SPD Nordrhein-Westfalen | SPD Nordrhein-Westfalen | Bürger für Hallenberg | Bürger für Hallenberg | Sonstige | Sonstige | Gesamt | Gesamt                        | Wahl- beteiligung |
| Wahlperiode                                                                                      | %                       | Mandate                 | %     | Mandate | %                       | Mandate                 | %                     | Mandate               | %        | Mandate  | %      | Gesamtanzahl der Sitze im Rat | %                 |
| 1975–1979                                                                                        | 70,62                   | 16                      |       |         | 17,45                   | 3                       |                       |                       | 11,93    | 02       | 100 %  | 21                            | 90,95             |
| 1979–1984                                                                                        | 48,09                   | 10                      |       |         | 25,81                   | 5                       |                       |                       | 26,09    | 06       | 100 %  | 21                            | 84,08             |
| 1984–1989                                                                                        | 37,45                   | 08                      |       |         | 14,76                   | 3                       |                       |                       | 47,79    | 10       | 100 %  | 21                            | 81,26             |
| 1989–1994                                                                                        | 15,22                   | 03                      |       |         | 03,64                   | 0                       |                       |                       | 81,14    | 18       | 100 %  | 21                            | 81,19             |
| 1994–1999                                                                                        | 78,47                   | 17                      |       |         | 21,53                   | 4                       |                       |                       |          |          | 100 %  | 21                            | 83,98             |
| 1999–2004                                                                                        | 82,76                   | 17                      |       |         | 17,24                   | 3                       |                       |                       |          |          | 100 %  | 20                            | 71,60             |
| 2004–2009                                                                                        | 78,35                   | 16                      |       |         | 06,17                   | 1                       |                       |                       | 15,48    | 03       | 100 %  | 20                            | 68,82             |
| 2009–2014                                                                                        | 78,55                   | 16                      |       |         | 07,33                   | 1                       | 14,12                 | 3                     |          |          | 100 %  | 20                            | 57,13             |
| 2014–2020                                                                                        | 76,30                   | 15                      |       |         | 9,6                     | 2                       | 14,10                 | 3                     |          |          | 100 %  | 20                            | 58,80             |
| 2020–2025                                                                                        | 48,19                   | 10                      | 46,27 | 9       | 00,79                   | 0                       | 04,76                 | 1                     |          |          | 100 %  | 20                            | 69,41             |
| Prozentanteile gerundet. Quellen: Landesdatenbank NRW; Landesbetrieb Information und Technik NRW |                         |                         |       |         |                         |                         |                       |                       |          |          |        |                               |                   |

### Ergebnisse der Landtags- und Bundestagswahlen und der Europawahl
Bei den letzten Landtags- und Bundestagswahlen und der Europawahl erhielten die Parteien in Hallenberg folgende Stimmenanteile:
| Weitere Wahlergebnisse der Gemeinde Hallenberg: Wähleranteil seit 2004                                                                                        | Weitere Wahlergebnisse der Gemeinde Hallenberg: Wähleranteil seit 2004 | Weitere Wahlergebnisse der Gemeinde Hallenberg: Wähleranteil seit 2004 | Weitere Wahlergebnisse der Gemeinde Hallenberg: Wähleranteil seit 2004 | Weitere Wahlergebnisse der Gemeinde Hallenberg: Wähleranteil seit 2004 | Weitere Wahlergebnisse der Gemeinde Hallenberg: Wähleranteil seit 2004 | Weitere Wahlergebnisse der Gemeinde Hallenberg: Wähleranteil seit 2004 | Weitere Wahlergebnisse der Gemeinde Hallenberg: Wähleranteil seit 2004 | Weitere Wahlergebnisse der Gemeinde Hallenberg: Wähleranteil seit 2004 | Weitere Wahlergebnisse der Gemeinde Hallenberg: Wähleranteil seit 2004 |
| --- | ---------------------------------------------------------------------- | ---------------------------------------------------------------------- | ---------------------------------------------------------------------- | ---------------------------------------------------------------------- | ---------------------------------------------------------------------- | ---------------------------------------------------------------------- | ---------------------------------------------------------------------- | ---------------------------------------------------------------------- | ---------------------------------------------------------------------- |
| | CDU Nordrhein-Westfalen                                                | SPD Nordrhein-Westfalen                                                | Bündnis 90/Die Grünen                                                  | FDP Nordrhein-Westfalen                                                | Piratenpartei Deutschland (PIRATEN)                                    | Die Linke                                                              | Die Republikaner (REP)                                                 | Sonstige                                                               | Wahl- beteiligung                                                      |
| Wahlperiode | %                                                                      | %                                                                      | %                                                                      | %                                                                      | %                                                                      | %                                                                      | %                                                                      | %                                                                      | %                                                                      |
| Europawahl 2004 | 77,71                                                                  | 08,92                                                                  | 3,63                                                                   | 03,63                                                                  | –                                                                      | 0,83                                                                   | 0,88                                                                   | 4,40                                                                   | 49,85                                                                  |
| Landtagswahl 2005 | 76,09                                                                  | 13,55                                                                  | 1,73                                                                   | 04,31                                                                  | –                                                                      | 0,48                                                                   | 1,17                                                                   | 2,66                                                                   | 67,68                                                                  |
| Bundestagswahl 2005 | 62,11                                                                  | 19,14                                                                  | 2,59                                                                   | 10,71                                                                  | –                                                                      | –                                                                      | 0,53                                                                   | 2,34                                                                   | 80,76                                                                  |
| Europawahl 2009 | 68,55                                                                  | 09,25                                                                  | 3,90                                                                   | 12,26                                                                  | –                                                                      | 1,89                                                                   | 0,63                                                                   | 3,52                                                                   | 44,70                                                                  |
| Bundestagswahl 2009 | 53,04                                                                  | 13,13                                                                  | 4,15                                                                   | 20,18                                                                  | –                                                                      | –                                                                      | 0,49                                                                   | 4,00                                                                   | 74,90                                                                  |
| Landtagswahl 2010 | 61,37                                                                  | 16,74                                                                  | 4,91                                                                   | 08,39                                                                  | 0,76                                                                   | 3,43                                                                   | 0,72                                                                   | 3,67                                                                   | 59,81                                                                  |
| Landtagswahl 2012 | 53,54                                                                  | 19,20                                                                  | 4,79                                                                   | 09,34                                                                  | 6,32                                                                   | 1,34                                                                   | –                                                                      | 5,46                                                                   | 59,20                                                                  |
| Bundestagswahl 2013 | 62,64                                                                  | 16,78                                                                  | 3,03                                                                   | 05,13                                                                  | 2,30                                                                   | 3,33                                                                   | 0,08                                                                   | 6,71                                                                   | 74,82                                                                  |
| Prozentanteile gerundet. Quellen: Landesdatenbank NRW; Landesbetrieb Information und Technik NRW Ergebnisse der Bundestagswahlen sind Zweitstimmenergebnisse. |                                                                        |                                                                        |                                                                        |                                                                        |                                                                        |                                                                        |                                                                        |                                                                        |                                                                        |

### Bürgermeister

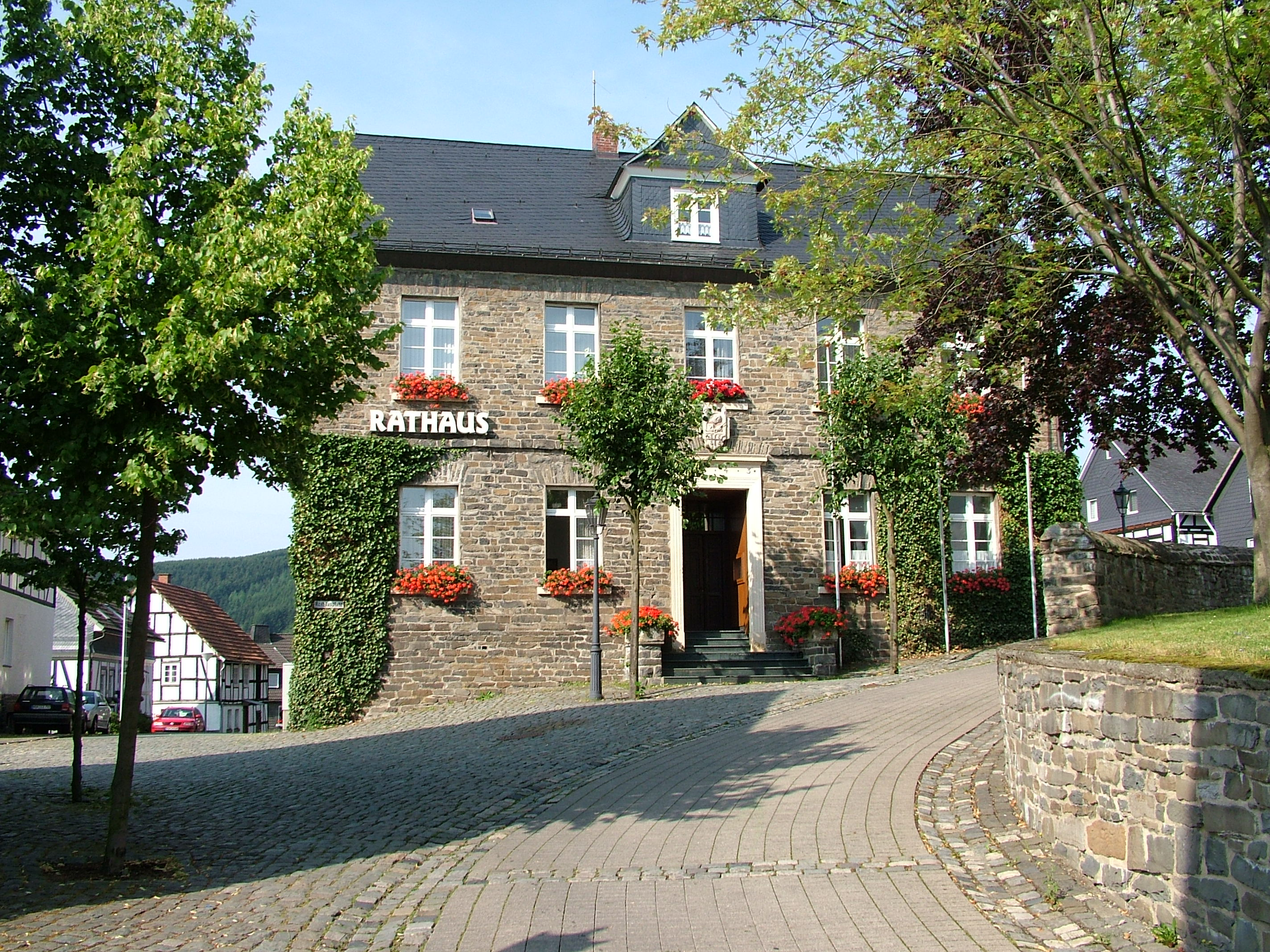
Rathaus

Der Bürgermeister der Stadt Hallenberg ist seit dem 1. November 2020 Enrico Eppner (FDP).
| Wahl des Hallenbergers Bürgermeisters 2020in Prozent %706050403020100 64,8 %35,2 % Eppner (FDP)Stappert (CDU) |

| Amtszeit                                                                         | Bürgermeister    | Partei | %1    | Bemerkung                                          |
| -------------------------------------------------------------------------------- | ---------------- | ------ | ----- | -------------------------------------------------- |
| 1994–1998                                                                        | Michael Kronauge | CDU    |       |                                                    |
| 1998–1999                                                                        | Michael Kronauge | CDU    |       | erster hauptamtlicher Bürgermeister von Hallenberg |
| 1999–2004                                                                        | Michael Kronauge | CDU    |       |                                                    |
| 2004–2009                                                                        | Michael Kronauge | CDU    |       |                                                    |
| 2009–2020                                                                        | Michael Kronauge | CDU    | 86,92 |                                                    |
| seit 2020                                                                        | Enrico Eppner    | FDP    | 64,83 |                                                    |
| 1 Seit 1999 Direktwahl. Quellen: Landeswahlleiter des Landes Nordrhein-Westfalen |                  |        |       |                                                    |

### Wappen

Wappen der Stadt Hallenberg

Blasonierung
In Silber (Weiß) ein durchgehendes schwarzes Kreuz, bewinkelt von vier aufgeschichteten schwarzen Schlüsseln mit abgekehrten Bärten.
Beschreibung
Schlüssel und Kreuz sind Symbole des Erzbistums und Kurfürstentum Köln, zu dem Hallenberg bis 1803 gehörte. Das Wappen wurde 1975 von der alten Stadt Hallenberg übernommen.

## Kultur, Sport und Sehenswürdigkeiten
Das kulturelle Leben der Stadt Hallenberg zeichnet sich durch das Ehrenamt aus. Viele Vereine sind Träger des kulturellen Lebens. Auch das Stadtarchiv Hallenberg mit seinen zum Teil bis ins Mittelalter zurückreichenden Archivalien ist ehrenamtlich geleitet. Das jährliche Schützenfest ist ein gesellschaftliches Ereignis im Ort, das von fast allen Einheimischen sowie vielen ehemaligen Einwohnern besucht wird.
Beliebte Ausflugsziele sind die Aussichtstürme auf dem Bollerberg und dem Heidekopf, von denen der Blick bis weit nach Hessen reicht. Unweit östlich des Ortsteils Liesen steht seit 2010 unmittelbar am Wanderweg Sauerland-Höhenflug der „Sauerland-Stabil-Stuhl“, ebenfalls ein lohnenswerter Aussichtspunkt.

### Theater

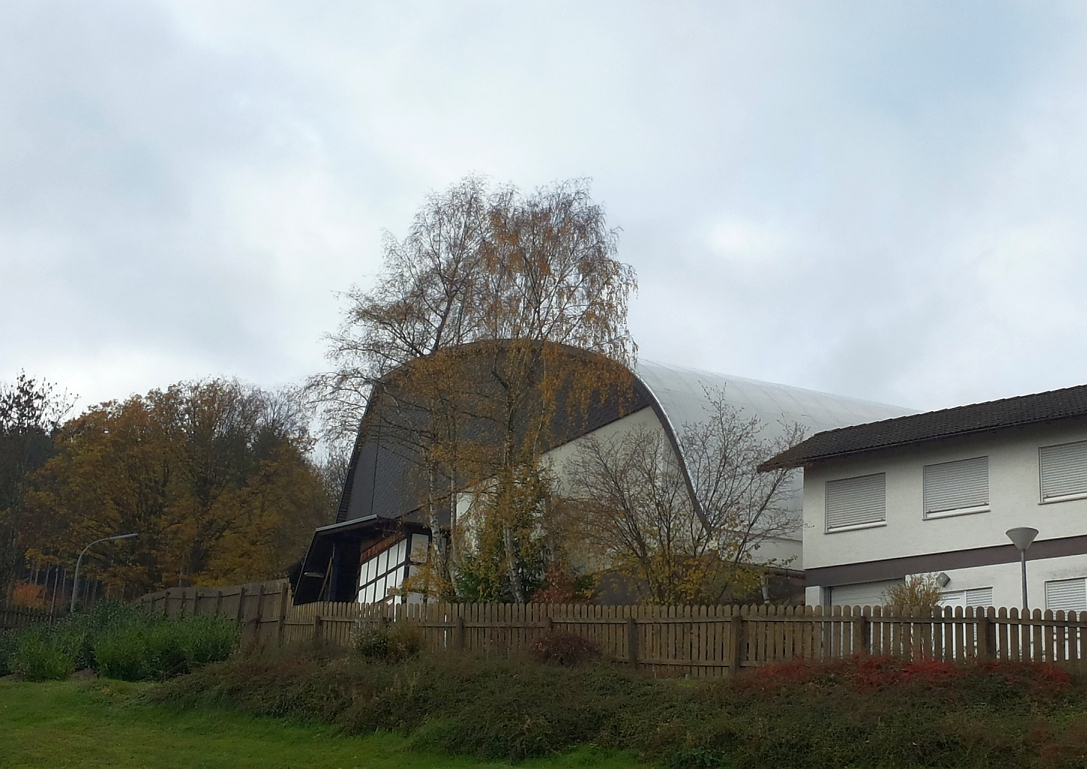
Freilichtbühne

Seit dem Jahr 1946 besitzt Hallenberg eine Freilichtbühne, die nördlich der Stadt auf dem Gelände eines stillgelegten Steinbruchs errichtet wurde. Hervorgegangen ist sie aus dem örtlichen Burschenverein. Schauspieler sind Einwohner der Stadt, die jährlich im Sommer ein anderes Stück aufführen. In den ersten Jahrzehnten wurden Klassiker oder religiöse Stücke aufgeführt. Später wurden vermehrt Lustspiele und Kinderstücke gespielt. Seit längerem wird jedes Jahr jeweils ein Erwachsenen- und ein Kinderstück aufgeführt. Der Zuschauerbereich hat etwa 1400 fast sämtlich überdachte Plätze. Die Gesamtzahl der Besucher seit Bestehen wird mit 1,1 Millionen angegeben.

### Museen

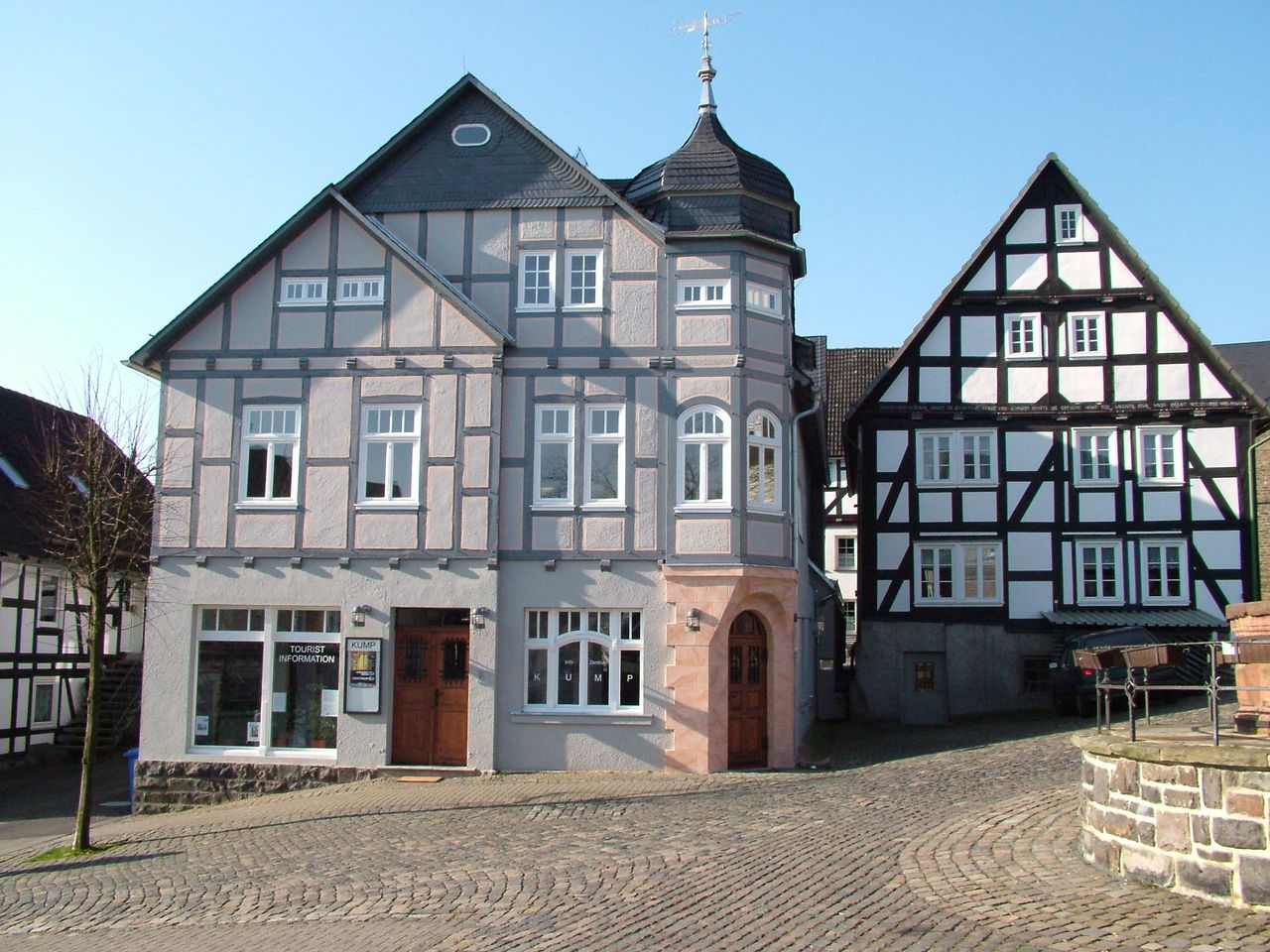
Infozentrum Kump

Das historische Eishäuschen Hallenberg beherbergt die Dauerausstellung „Eiskunst im Eishaus“. Im Informations- und Kommunikationszentrum Kump werden die Besonderheiten der Stadt im historischen Lagerkeller, der Mausefallen-Dauerausstellung und in Wechselausstellungen vorgestellt. Beide Einrichtungen sind Mitglied in der Museumslandschaft Hochsauerlandkreis.

### Musik
In Hallenberg gibt es mehrere Musik- und Gesangvereine. Die Stadtkapelle Concordia Hallenberg, die Jägerkapelle Hesborn, der Musikverein „Die Liesetaler“ und der Kirchenchor Cäcilia Hallenberg sowie der Männerchor Braunshausen und die Kuckucksknaben aus Hesborn sind in der Stadt aktiv.

### Bauwerke

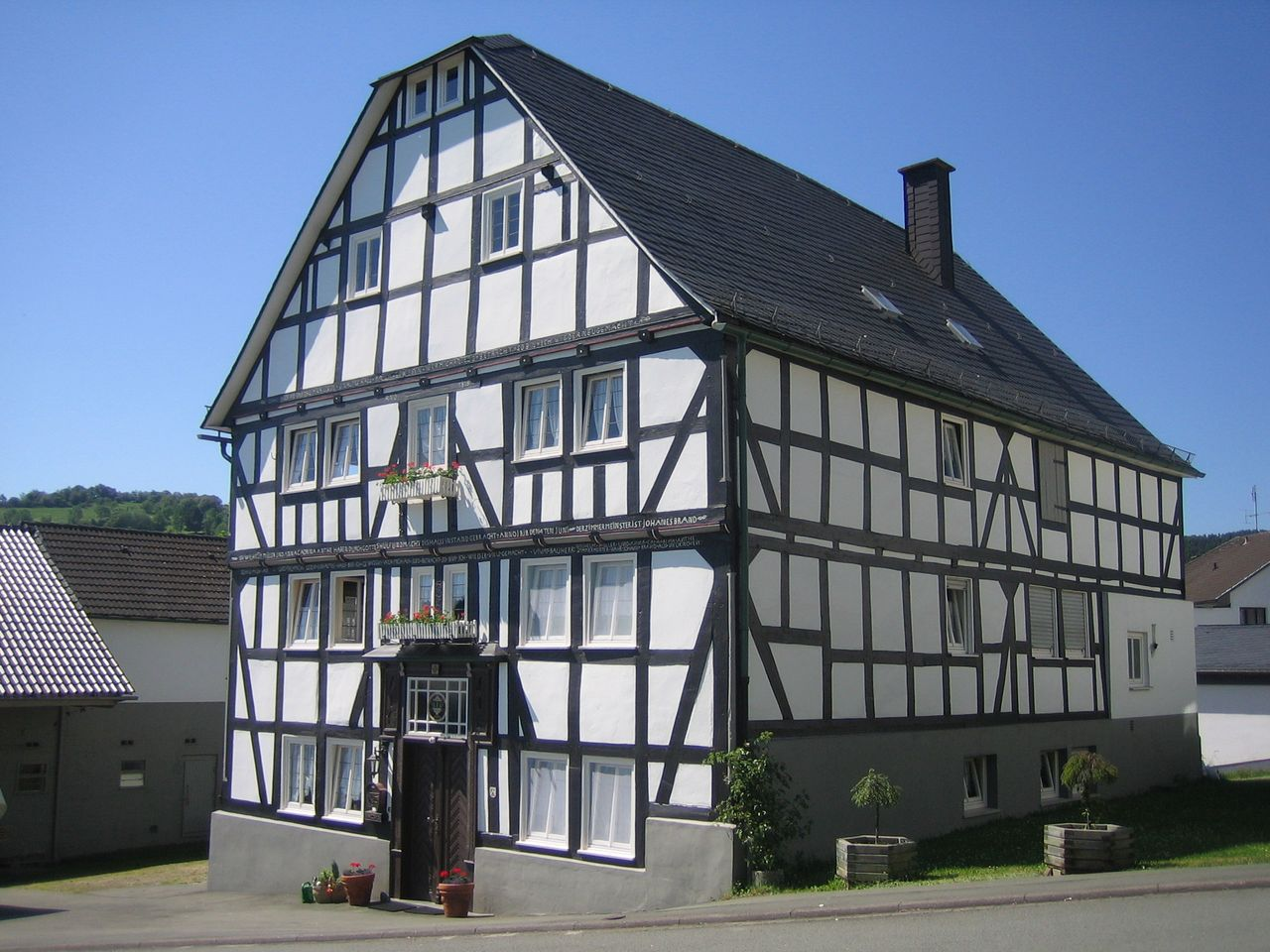
Denkmalgeschütztes Wohnhaus

Die Stadt Hallenberg hat in ihren Stadtteilen über 50 Baudenkmäler. Von besonderer Bedeutung ist der Historische Stadtkern mit seinen alten Fachwerkhäusern und einem Straßenverlauf, der im Kern auf die Zeit um 1780 zurückgeht. Die denkmalschützerischen Maßnahmen zur Erhaltung des Stadtbildes führten 2007 zur Aufnahme in die Arbeitsgemeinschaft historischer Stadtkerne in Nordrhein-Westfalen.
In der Kernstadt findet sich die katholische Pfarrkirche St. Heribert mit Barockausstattung, deren Entstehung im 13. Jahrhundert liegt. Bei Restaurierungsarbeiten wurde hier eine Renaissance-Ausmalung von 1558 aufgedeckt und erhalten. Als kleinen, gewölbten zweijochigen Raum mit rechteckigem Chor und Dachreiter erbaute man im 12. Jahrhundert die Wallfahrtskirche Mariä Himmelfahrt. 1981 wurden bei Restaurierungsarbeiten alte Fresken entdeckt und freigelegt. Die denkmalgeschützte Kapelle auf dem Kreuzberg wurde 1725 von den Brüdern Mörchen gestiftet.
Der historische Petrusbrunnen auf dem Marktplatz steht auf einem runden Unterbau. Er wurde 1756 aus Sandsteinplatten errichtet und ist mit einer Petrusfigur vom Anfang des 20. Jahrhunderts bekrönt.

### Grünanlagen
Südöstlich der Innenstadt liegt in etwa 500 Meter Entfernung, nahe der Wallfahrtskirche Mariä Himmelfahrt, auch Unterkirche genannt, der Marienpark mit Spielplatzbereich. Inmitten des Parks befindet sich das denkmalgeschützte Eishäuschen. Im Zuge der Regionale 2013 war zeitweise geplant, den Bereich zu einem innovativen Stadt-Park oder die ganze Stadt zu einer Park-Stadt umzugestalten.
2011 legte die Stadt Hallenberg in der Nähe des Stadtteiles Braunshausen einen Ruhewald an. Die Asche der Verstorbenen wird in der Nähe des Wurzelwerkes der Bäume beigesetzt.

### Schutzgebiete

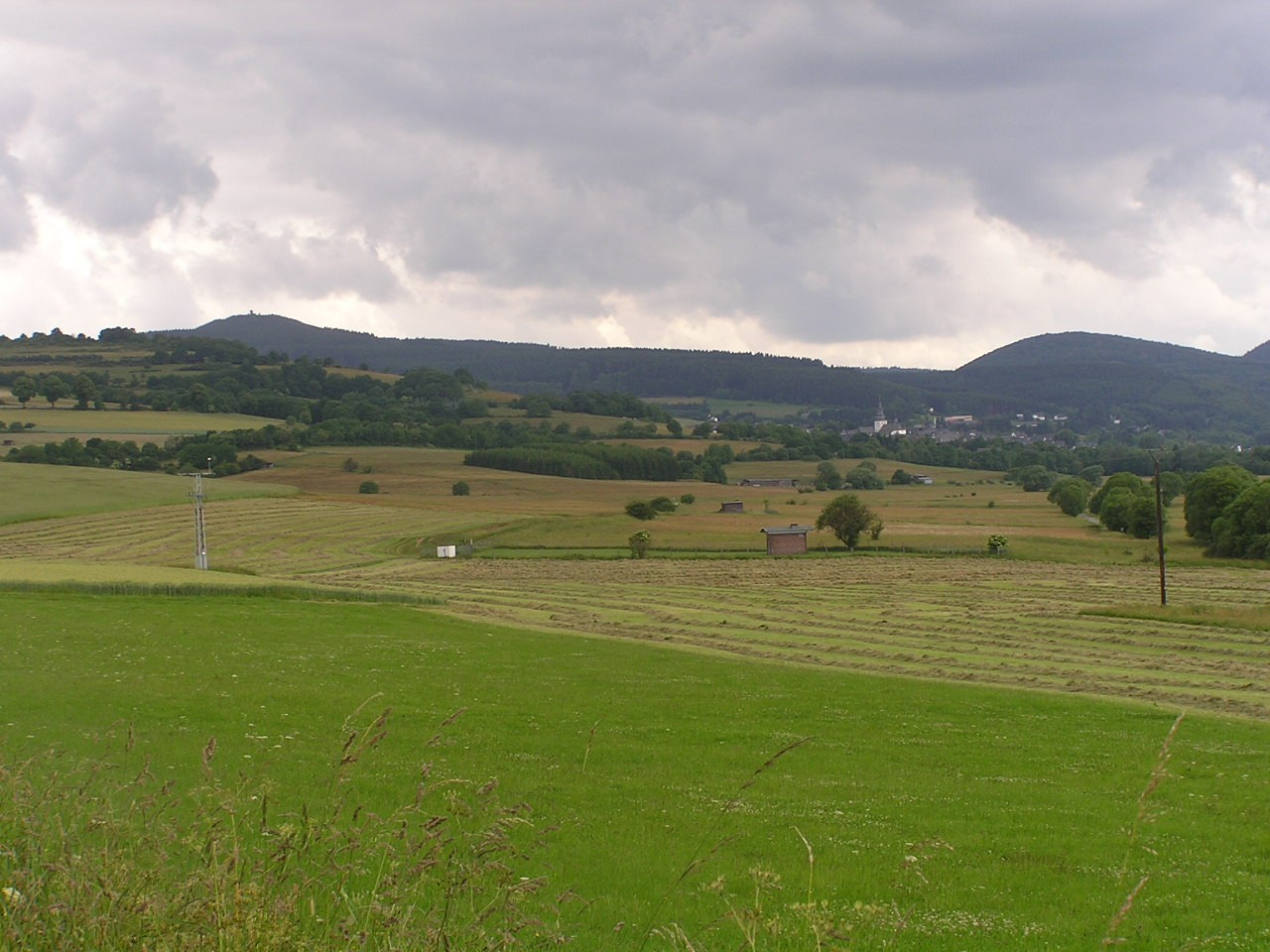
Naturschutzgebiet Nuhnewiesen

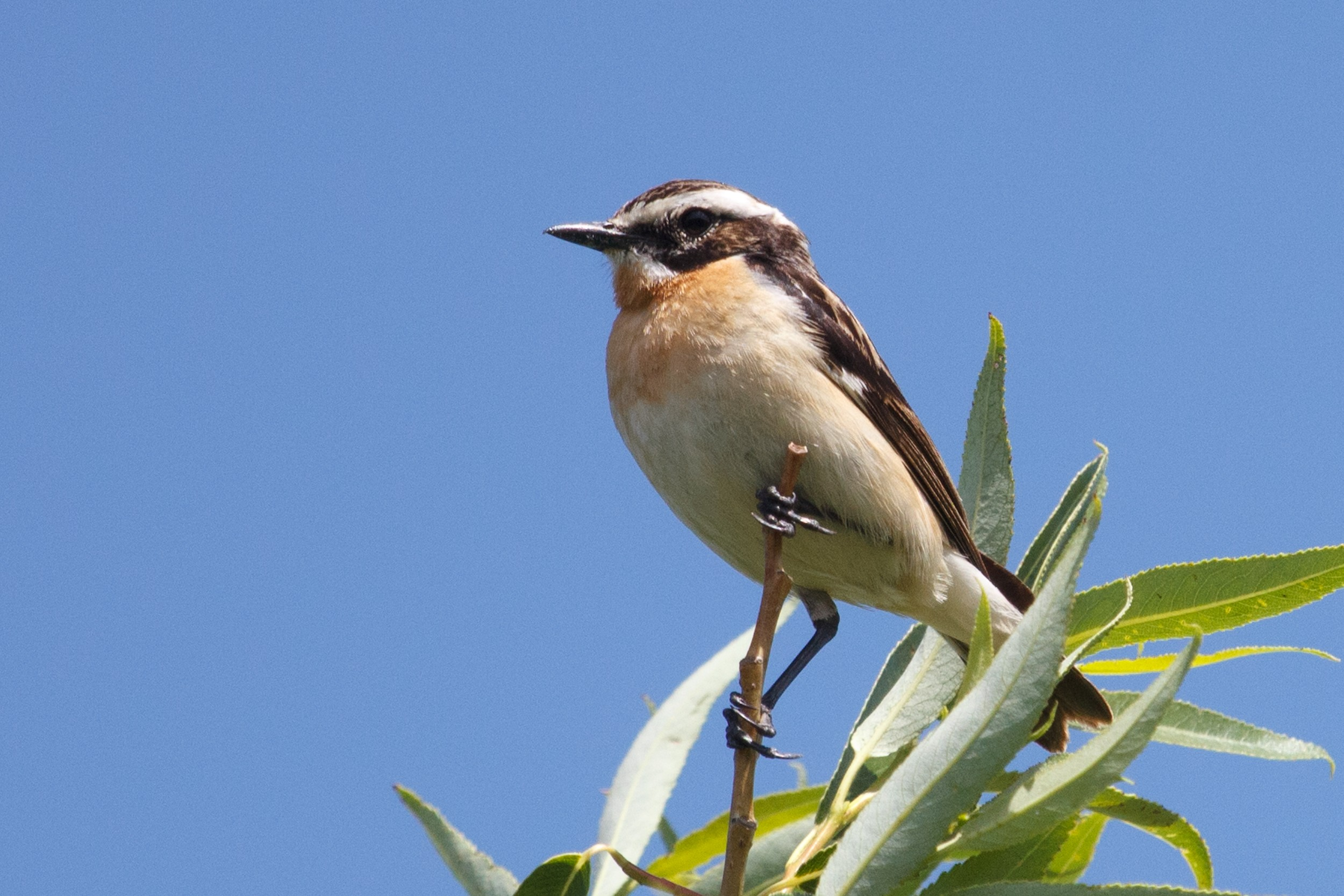
Braunkehlchen im Naturschutzgebiet Nuhnewiesen

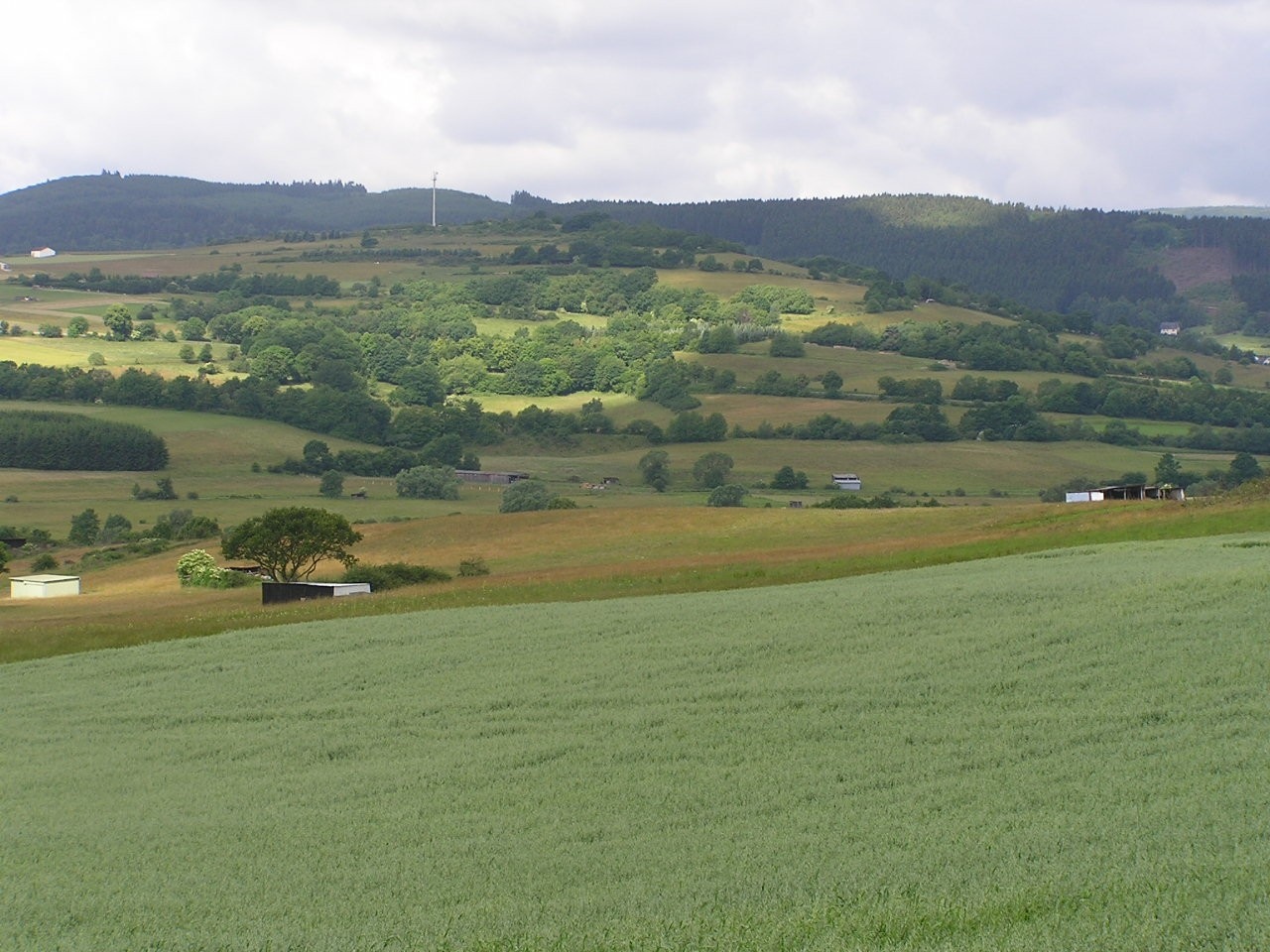
Bereich Langeloh im Landschaftsschutzgebiet Magergrünland südlich Hallenberg

Ungefähr die Hälfte des Stadtgebietes von Hallenberg ist Teil des Europäischen Vogelschutzgebiets Medebacher Bucht im Schutzgebietssystem Natura 2000 der Europäischen Union. Grund waren insbesondere die Vorkommen von Schwarzstorch, Wespenbussard, Rotmilan, Raufußkauz, Eisvogel, Grauspecht, Neuntöter, Raubwürger und Wiesenpieper. Der Rest des Vogelschutzgebietes Medebacher Bucht liegt im Stadtgebiet von Medebach. Als Europäische Schutzgebiete ausgewiesen sind zudem vier FFH-Gebiete. Die großen, oft aus mehreren Teilflächen bestehenden, FFH-Gebiete umfassen meist mehrere Naturschutzgebiete und Flächen anderer Schutzkategorien wie Landschaftsschutzgebiete. Bei den FFH-Gebieten handelt es sich um die Gebiete Hallenberger Wald, Liesetal - Hilmesberg, Nuhnewiesen, Wache und Dreisbachtal und Waldreservat Glindfeld - Orketal mit Nebenbächen. Das FFH-Gebiet Waldreservat Glindfeld – Orketal mit Nebenbächen liegt teilweise auf den Stadtgebieten von Winterberg und Medebach.
Es gibt insgesamt 22 Naturschutzgebiete (NSG) im Stadtgebiet. Die Größe reicht von 1,5 ha beim NSG Herzgraben bis zu 875,5 ha beim NSG Hallenberger Wald.

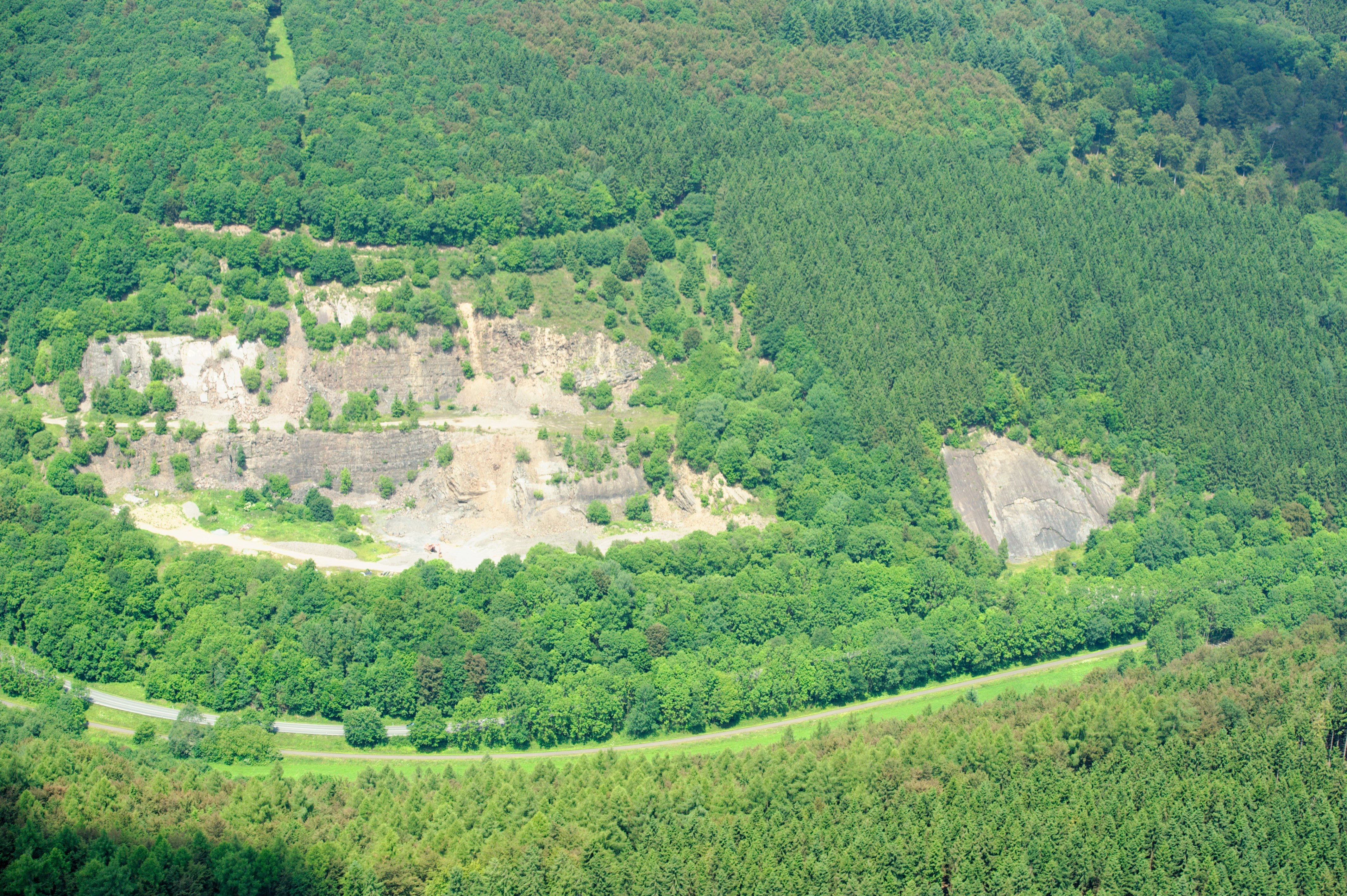
Oberhalb des Steinbruchs Steinschab befindet sich das Naturschutzgebiet Blockflur am Steinschab

Seit dem 15. September 2004 gibt es für das Hallenberger Stadtgebiet einen Landschaftsplan, in dem die Flächen außerhalb der bebauten Ortsteile und des Geltungsbereichs eines Bebauungsplans als Landschaftsschutzgebiet ausgewiesen wurden, sofern kein höherer Schutzstatus wie beispielsweise Naturschutzgebiet (NSG) besteht.
Die Landschaftsschutzgebiete sind in die Typen A, B und C unterteilt, in denen unterschiedliche Auflagen zum Schutz der Natur einzuhalten sind. Im Landschaftsschutzgebiet Typ A, Allgemeiner Landschaftsschutz, ist unter anderem das Errichten von Bauten verboten. Im Typ B, Ortsrandlagen und Landschaftscharakter, sind zusätzlich Erstaufforstungen, auch die Neuanlage von Weihnachtsbaumkulturen, verboten. Beim Typ C, Wiesentäler und ornithologisch bedeutsames Offenland besteht zusätzlich ein Umwandlungsverbot von Grünland und Grünlandbrachen. Vom Landschaftsschutzgebiet Typ A gibt es im Gemeindegebiet das großräumige Landschaftsschutzgebiet Hallenberger Waldlandschaft mit 2135,3 ha. Vom Typ B gibt es das großräumige Landschaftsschutzgebiet Hallenberger Hügelland mit 1039,3 ha. Beim Typ C gibt es 21 Gebiete, die zwischen 1,8 und 88 ha groß sind.
Das gesamte Stadtgebiet ist Teil des Naturparks Sauerland-Rothaargebirge.
Im Stadtgebiet befinden sich 100 geschützte Landschaftsbestandteile und 16 Naturdenkmale (ND). Bei den 16 Naturdenkmalen handelt es sich 15-mal um alte Bäume, wobei dreimal je zwei alte Bäume zusammen das ND bilden und um das ND Spezialfaltung in ehemaligen Steinbruch Hesborn mit einer Fläche von 0,14 ha.
Teile der auf Hallenberger Gebiet liegenden FFH-Gebiete sind in das langfristig angelegte LIFE-Projekt der Biologischen Station Hochsauerland zur Renaturierung von Fließgewässern und Grünland in der Medebacher Bucht eingebunden. Begleitet wird das Projekt von einer breiten Öffentlichkeitsarbeit. Dazu gehört auch die Einrichtung von naturkundlichen Wanderwegen in den beteiligten FFH-Gebieten. Im FFH-Gebiet Nuhnewiesen wurde ein Aussichtspunkt errichtet. Das zugehörige Infozentrum wurde im Informations- und Kommunikationszentrum Kump 2006 in der Hallenberger Altstadt eingerichtet. Mit Hilfe moderner Medien wird dort die europäische Bedeutung des Vogelschutzgebiets Medebacher Bucht dargestellt.

### Sport

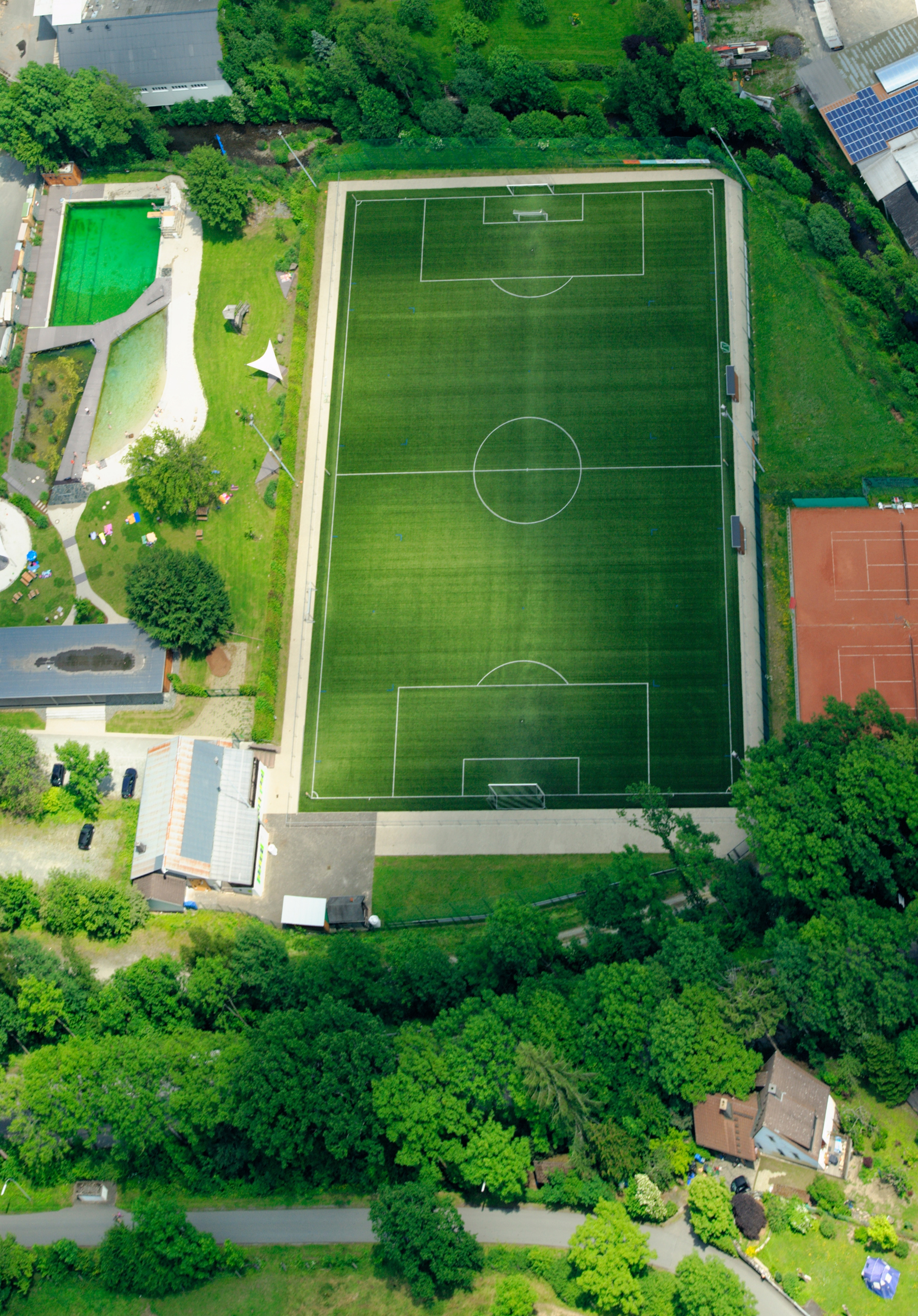
Sporteinrichtungen

Die Stadt unterhält eine Vielzahl an Sporteinrichtungen. Es gibt ein Hallen- und ein Naturbad sowie eine Dreifach-Sporthalle. In allen Ortsteilen sind Sportplätze vorhanden.
Der Wanderweg Sauerland-Höhenflug verläuft durch Hallenberg.

### Regelmäßige Veranstaltungen
Im August findet eine Marien-Wallfahrt zur Unterkirche statt, in der sich das um 1240 geschaffene Gnadenbild „Unserer Lieben Frau von Merklinghausen“ befindet. Alle zehn Jahre wird auf der Freilichtbühne die Passion Christi aufgeführt.
Ein Höhepunkt in jedem Jahr ist die Durchführung der Hallenberger Osternacht durch den katholischen Burschenverein, also ein ganz besonderer Osterbrauch in der Nacht von Karsamstag auf Ostersonntag.
Wie überall im Sauerland ist das Schützenfest ein wichtiges Ereignis im örtlichen Jahreskalender. Der Schützenverein in der Kernstadt wurde 1827 gegründet.

### Kulinarische Spezialität
Eine regionale Spezialität mit Schweinehack und Schinkenstückchen ist der Hallenberger Saumagen. Er wird mit Kartoffeln oder auch Kartoffelpüree gereicht.

## Wirtschaft und Infrastruktur

### Wirtschaftsgeschichte

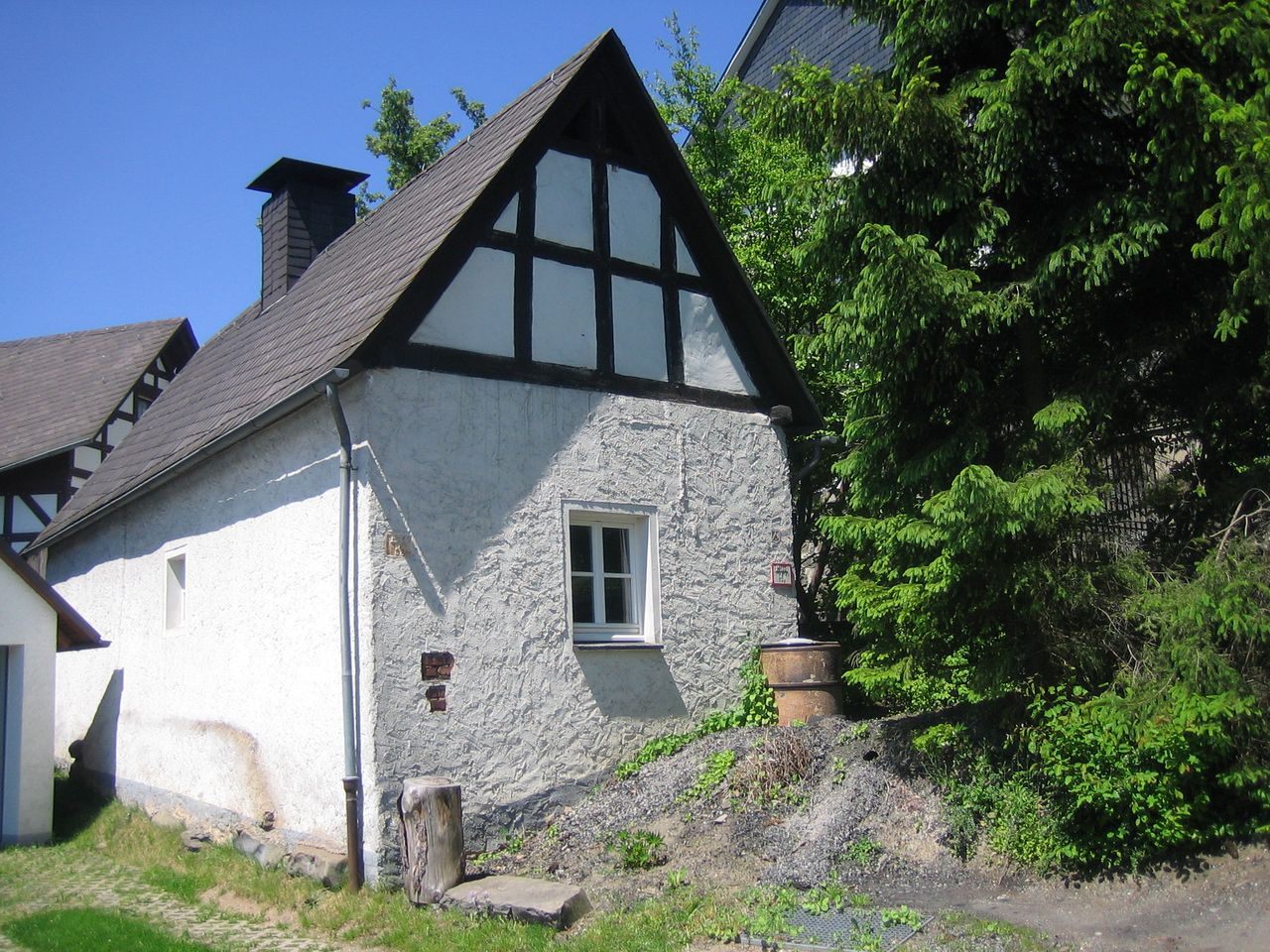
Backhaus, Anno 1664

Die Einwohner lebten im Mittelalter und der frühen Neuzeit hauptsächlich von der Land- und Forstwirtschaft. Im 16. Jahrhundert hat es drei Märkte gegeben. Es bestanden Zünfte der Tuchmacher, Schreiner, Schuhmacher und Schneider. Eine gewisse Bedeutung hatten nur die Tuchmacher. Neben mehreren Öl- und Mahlmühlen gab es Ende des 18. Jahrhunderts eine Sägemühle. Zeitweilig wurde auch Schiefer abgebaut. Über den Ort hinaus bekannt war das in Hallenberg gebraute Bier. Dazu unterhielt die Stadt eigene Anlagen zum Bierbrauen. Auch im 19. Jahrhundert wurde die Tradition fortgesetzt. Ein Erfahrungsbericht aus dem Jahr 1832 lautete: „Das Hallenberger Bier begrüßt bei dem Genuss den ganzen Leib bis zu den vorderen Zehen, erhebt sich dann bis zu den Äugelein, welche es am Ende sanft schließt.“ Unklar ist, ob Hallenberg über den Vorort Brilon der Hanse angehörte.
In verkehrsgeographischer und wirtschaftlicher Hinsicht war Hallenberg im 19. und 20. Jahrhundert stark benachteiligt. Für eine ländliche Sozial- und Wirtschaftsstruktur spricht, dass es wegen der allgemeinen Selbstversorgung 1849 nur zwei Bäcker auf tausend Einwohner gab. Die Ruhrstraße, die seit 1833 Nuttlar, Medebach und Hallenberg verband, änderte daran nichts Wesentliches. Ähnliches gilt für die Eisenbahn, die 1908 den Ort erreichte. Der Ort war lange Zeit auf die Land- und Forstwirtschaft angewiesen, während die Industrie kaum eine Rolle spielte. Zur Förderung der Landwirtschaft wurde im Jahr 1901 eine landwirtschaftliche Winterschule eingerichtet.

### Neuere Entwicklung
Hallenberg hat sich in den letzten Jahrzehnten nach dem Zweiten Weltkrieg von einem landwirtschaftlich geprägten Ort zu einer Gemeinde mit einem überdurchschnittlichen gewerblichen Beschäftigtenanteil (rund 2000 sozialversicherungspflichtige Beschäftigungsverhältnisse) gewandelt.

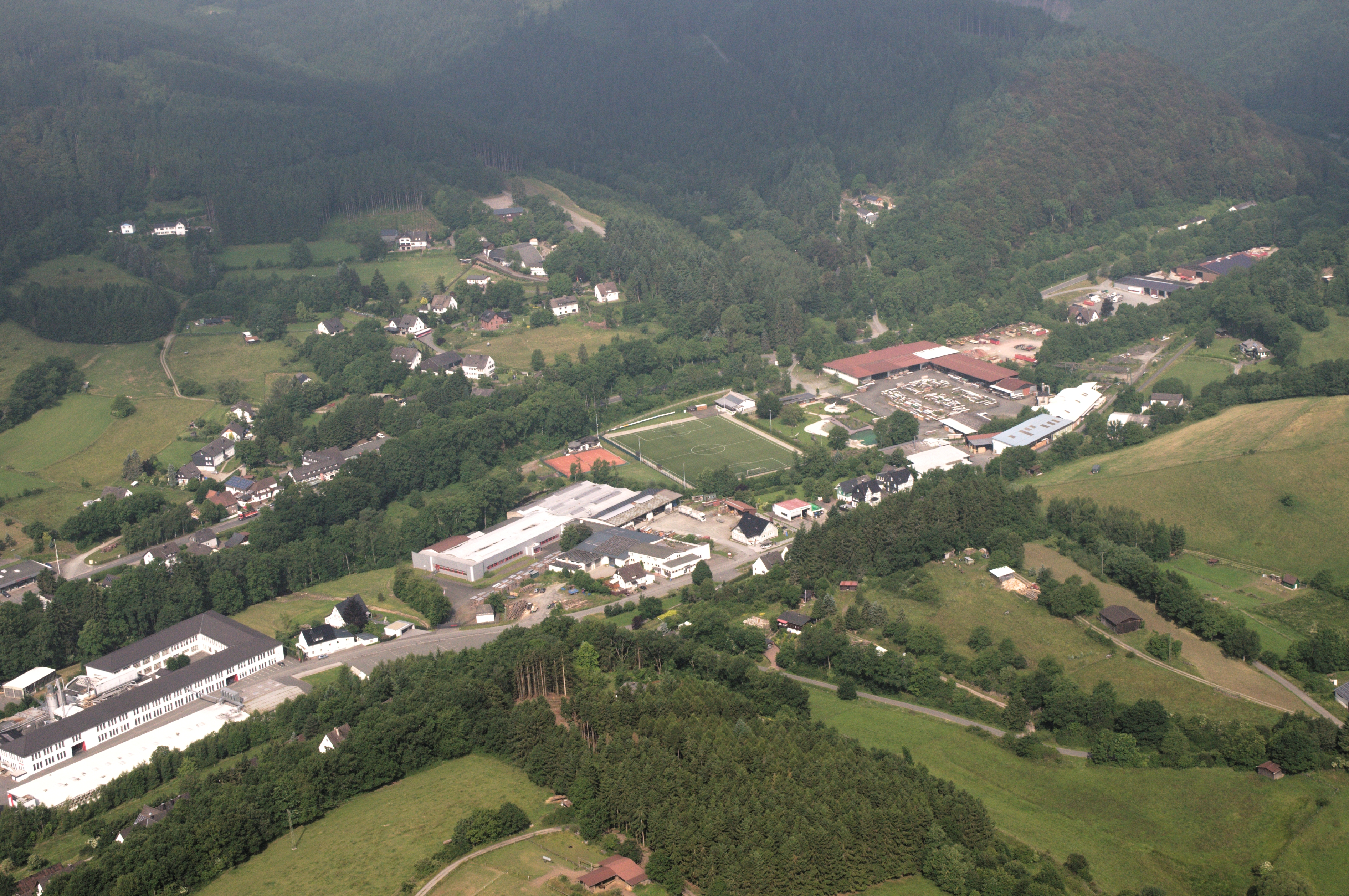
Industriegebiet

Gemessen an der Zahl sozialversicherungspflichtiger Beschäftigungsverhältnisse (inkl. Einpendler), hat Hallenberg eine der höchsten Beschäftigungsquoten in Nordrhein-Westfalen. Der Automobilzulieferer Borbet GmbH und die Kusch+Co Sitzmöbelwerke GmbH & Co KG sind die bedeutendsten Unternehmen. Hinzu kommen der Maschinen- und Anlagenbauer Siepe GmbH & Co. KG sowie Logistikunternehmen. Insbesondere die Unternehmen Borbet und Kusch haben zum wirtschaftlichen Wandel des Ortes beigetragen. Ernst Kusch aus Schlesien übernahm 1939 eine bereits bestehende kleine Wäscheklammerfabrik in Hallenberg. Mit dem Bau neuer Betriebsanlagen 1966 begann ein beträchtlicher Aufschwung. In den 1980er Jahren hatte das Unternehmen etwa 400 Beschäftigte. Das Unternehmen hat beispielsweise 42.000 Stühle und 30.000 Tische für die Olympischen Sommerspiele 1972 geliefert. Auch die Bestuhlung der Dome von Limburg, Trier und Lübeck oder des provisorischen Plenarsaals im Alten Wasserwerk in Bonn stammen von Kusch. Im Jahr 1962 siedelte sich zunächst als Zweigwerk des Mutterbetriebs in Altena die Firma Borbet in Hesborn an. Später wurde daraus das Hauptwerk des vor allem für Leichtmetallräder bekannten Unternehmens.
Von großer Bedeutung ist auch der Tourismus. Dabei spielt die Freilichtbühne mit 40.000 Besuchern im Jahr eine wichtige Rolle. Die Zahl der Übernachtungen lag 2012 bei 77.400.
Verteilung der Beschäftigten (in %, Stand 30. Juni 2004)
- Land-/Forstwirtschaft             1 %
- verarbeitendes Gewerbe           72 %
- Baugewerbe                        4,2 %
- Handel-, Gastgewerbe und Verkehr 15,2 %

Mit anderen Kommunen des östlichen Sauerland ist Hallenberg am LEADER-Projekt Hochsauerland des europäischen Landwirtschaftsfonds zur Entwicklung des ländlichen Raumes beteiligt.

### Verkehr
Von Hallenberg aus sind über die B 236/B 480 in ungefähr 45 Minuten die A 46 bei Bestwig (Richtung Ruhrgebiet) und in ungefähr 60 Minuten die A 44 (Richtung Kassel) zu erreichen. Eine wichtige Straße ist die Bundesstraße 236, die in Richtung Norden nach Winterberg, in Richtung Süden über die Landesgrenze nach Frankenberg führt. Die L 617 ist ein Abzweig der B 236 und führt nach Liesen und Hesborn und weiter nach Medelon. Die L 717 führt von der Stadt aus nach Westen nach Bad Berleburg, nach Osten in Richtung Bromskirchen. Ein Abzweig der L 717 ist die Kreisstraße 4105, die etwas von Hallenberg in Richtung Braunshausen führt. Die Kreisstraße 4132 verbindet Hesborn mit Dreislar. Braunshausen ist über die Gemeindestraße Nr. 6 mit Dreislar verbunden.
Der öffentliche Personennahverkehr wird durch die Regionalverkehr Ruhr-Lippe GmbH abgedeckt. Es verkehren Niederflurbusse im Taktverkehr nach Winterberg (Linie 356) und Medebach (Linie 361). Zwischen Hallenberg und Winterberg fährt ein Nachtbus (Linie N8). Häufigerer Linienverkehr besteht in Richtung Frankenberg (Linie 520).
Am 1. Dezember 1908 wurde die Strecke aus Nuttlar um das Teilstück Winterberg–Hallenberg–Frankenberg erweitert. Am 14. November 1966 endete der Reiseverkehr zwischen Winterberg und Allendorf/Eder. Zwischen Hallenberg und Allendorf wurde der Güterverkehr am 28. Mai 1967 eingestellt. Am 30. Mai 1992 wurde dieser auch ab Winterberg beendet. Die Trassenführung wurde zum Teil für den Straßenverkehr genutzt. Der nächste Bahnhof ist in Winterberg, etwa 17 km entfernt. Von dort verkehren Nahverkehrszüge in Richtung Bestwig und weiter auf der Oberen Ruhrtalbahn in Richtung Ruhrgebiet und Warburg (–Kassel). Nächste Bahnstation in südlicher Richtung ist Frankenberg, ebenfalls etwa 17 km entfernt. Von dort besteht mit Umstieg in Marburg Anschluss in Richtung Frankfurt (Main).
Umliegende Verkehrsflughäfen befinden sich in Kassel-Calden und Paderborn/Lippstadt. Geschäftsflugbetrieb ist über den Flugplatz Allendorf/Eder möglich.

### Medien
Als Tageszeitung für die Region erscheint die Westfalenpost mit einer Lokalausgabe für Brilon und den Hochsauerlandkreis. Ferner erscheint wochenweise der kostenlose Sauerlandkurier mit Informationen aus dem gesamten Sauerland. Alle zwei Wochen erscheint der Hallenberger Rundblick mit Informationen aus dem Stadtgebiet.

### Öffentliche Einrichtungen

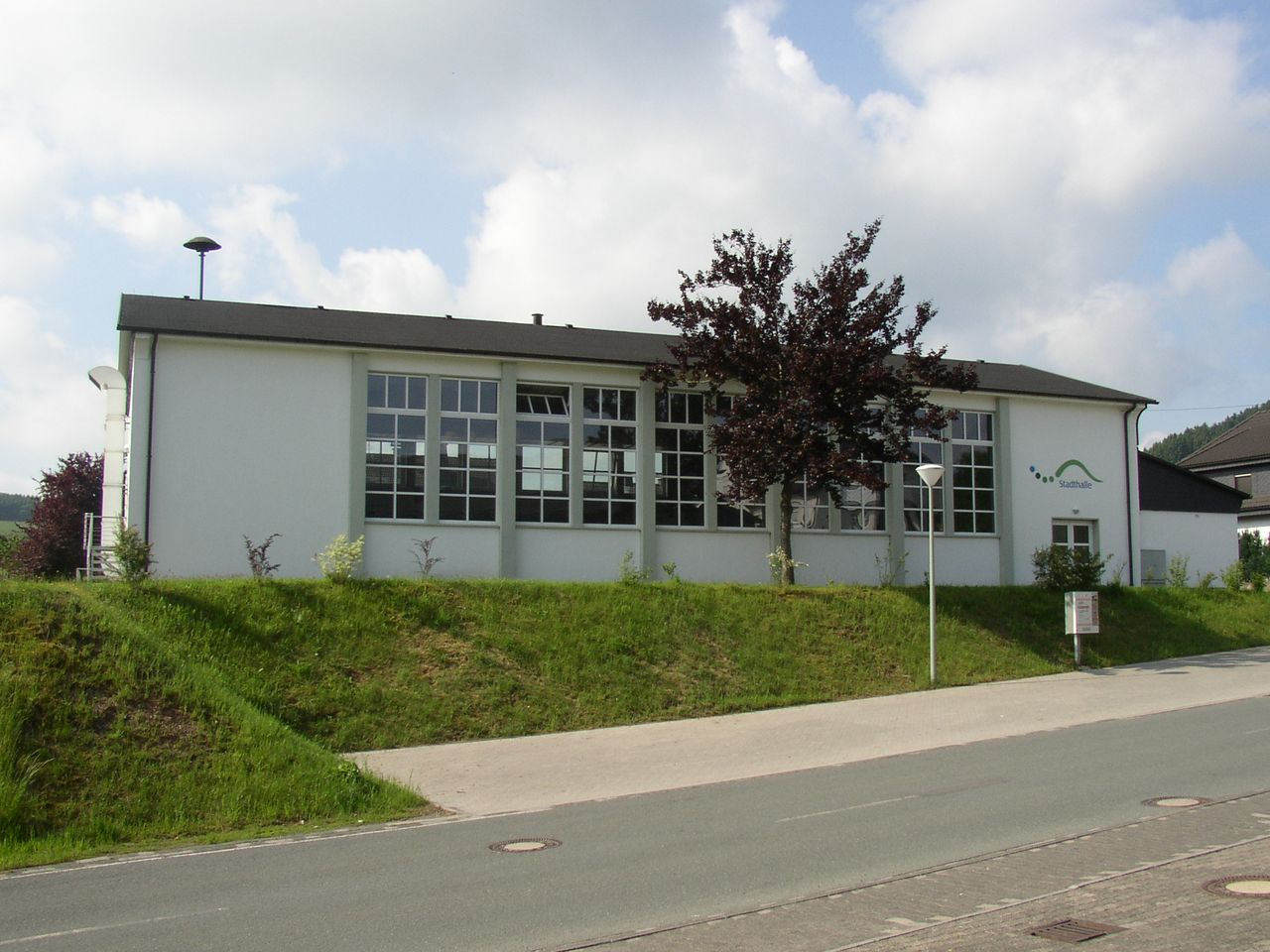
Stadthalle

Das Informations- und Kommunikationszentrum „Kump“ und die Stadthalle befinden sich in Hallenberg. Zudem gibt es in Braunshausen, Hesborn und Liesen ein Gemeindehaus. Der Löschzug Hallenberg der Freiwilligen Feuerwehr der Stadt Hallenberg verfügt in Hallenberg über ein Feuerwehrhaus.

### Bildung
Die Stadt Hallenberg ist Träger einer Grundschule. Ferner besteht am Schulzentrum Hallenberg ein Standort der Verbundschule Medebach-Hallenberg mit Realschul- und Hauptschulzweig.
Gymnasien befinden sich in den Nachbarstädten Winterberg, Medebach, Korbach und Frankenberg, Realschulen in Frankenberg und Korbach. Eine Gesamtschule mit Realschul- und Gymnasialzweig befindet sich in Battenberg/Eder.
Die Volkshochschule Hallenberg ist der Volkshochschule des Hochsauerlandkreises angeschlossen.

## Persönlichkeiten

### Ehrenbürger
- Karl Mause (* 30. März 1858 in Hallenberg; † 23. November 1943 in Trier) war Militärseelsorger und Dompropst in Trier.[105]
- Pater Ansgar Pollmann OSB (1871; † 20. Juni 1933) hat das Gnadenbild der Merklinghauser Kapelle restaurieren lassen. Er hat das Hallenberger Stadtarchiv geordnet, veröffentlichte 1926 ein Verzeichnis dieses umfangreichen Archivs und verfasste Beiträge zur Stadtgeschichte.[106]
- Anton Wirtz (* 24. Dezember 1908 in  Köln; † 18. Februar 2001 in Hallenberg) Ehrenbürgerwürde 1995, Bundesverdienstkreuz 1980; seit 1961 ehrenamtlicher Leiter des Stadtarchivs; Verfasser des Buches Hallenberg, wie es einmal war.[107]

Seit März 2000 werden Bürger, die sich auf wirtschaftlichem, sozialem, sportlichem, kulturellem oder auf einem anderen Gebiet besonders verdient gemacht haben, mit der Verdienstmedaille der Stadt Hallenberg ausgezeichnet. Es wird eine Medaille verliehen, die auf der Vorderseite das Stadtwappen und auf der Rückseite den Namen des Geehrten und den Tag der Verleihung trägt. Im Anschluss an die Verleihung erfolgt die Eintragung in einem beim Stadtarchiv befindlichen Urkundenbuch.

### Söhne und Töchter der Stadt
- Bader-Ann (1619–1680), aus dem heutigen Ortsteil Liesen (Leiße), hingerichtet in den Hexenverfolgungen in Veringenstadt
- Henrich Stoffregen (unbekannt–1628), hingerichtet in den Hexenverfolgungen in Westfalen
- Adam Poelmann (1567–1625), Pfarrer in Hallenberg und Autor geistlicher Schauspiele[109]
- Conrad Riesel (* ?; † nach 1628), Notar, Stadtschreiber und Bürgermeister zu Hallenberg. Ihm verdankt die Stadt die Überlieferung zahlreicher städtischer Urkunden, die bis ins Mittelalter zurück reichen.
- Johann Anton Knecht (1741–1810), geheimer Hofsekretär Josephs II.
- Clara Pfänder (1827–1882), Ordensgründerin und -oberin
- Ansgar Pöllmann (1871–1933), Benediktiner-Pater
- Adolf Winkelmann (* 1946), Filmregisseur und -produzent
- Carl-Ulrich Meyring (* 13. Mai 1946; † 7. Oktober 2016), Künstler
- Frank Rainer Scheck (1948–2013), Sachbuchautor und Herausgeber
- Elmar Welge, Fotograf und Journalist
- Wolfgang F. Rothe (* 1967), Priester, Theologe, Kirchenrechtler, Publizist und Whisky-Experte („Whisky-Vikar“)
- Lena Hesse (* 1981), Illustratorin und Bilderbuchautorin
- Christian Paffe (* 8. Mai 1994), 1. Junioren-Olympiasieger im Rodeln